# 山陰放送
株式会社山陰放送（さんいんほうそう、Broadcasting System of San-in Inc.）は、鳥取県米子市に本社を置き、鳥取県と島根県（山陰地方）を放送対象地域とするラテ兼営の特定地上基幹放送事業者。略称はBSSで、ホームページやテレビの制作クレジット等ではBSS山陰放送と記載されている。
AMラジオはJRNとNRNに加盟しているクロスネット局で、それとは別に火曜会にも加盟。
テレビはJNNに所属しているシングルネット局で、山陰両県のGガイドホスト局。それとは別に民教協にも加盟。リモコンキーIDはキー局のTBSテレビと同じ「6」。
コールサインは、ラテ共通でJOHF（-DTV）（AM：900kHz / 5kW、DTV：45ch / 1kW。ラジオのコールサインは他3通り）であるが、後述の理由で、ラジオの親局は米子本社送信所、テレビの親局は松江本社送信所と、同じコールサインで別の送信所名を名乗る国内唯一の兼営局でもある。

## 概要
筆頭株主が長らく朝日新聞社と毎日新聞社であったため、ラジオでは『朝日新聞ニュース』と『毎日新聞ニュース』が交互に放送されていた。また大阪支社（およびかつての広島支社や鳥取支社）は朝日新聞社系列のビルに入居しており、TBS-毎日系列と朝日系列双方と関係が深いといえる。その一方、地元紙の山陰中央新報（旧：島根新聞）や日本海新聞との関係は資本面では希薄である。
1980年代から「あいらぶ山陰BSS」のキャッチコピーが使われているが2004年（平成16年）に開局50周年を迎え、新たに「スイッチ!BSS」のキャッチコピーが登場した。それに伴い、イメージキャラクター「ラッテちゃん」も登場している。なお、近年はラジオ用のキャッチコピーも用意されており、2008年（平成20年） - 2020年9月は「つながろっ!BSSラジオ」が使われていた。2020年10月からは「ラジオっていいね！BSSラジオ」に変わっている。
ラジオ・テレビともNHK鳥取放送局・NHK松江放送局のように県別の地域放送は一切実施していない（同じエリアの民放各局も同様）。ラジオの場合、鳥取県にある米子本社送信所と島根県にある松江FM補完中継局だけで鳥取県西部と島根県東部を2県またいでカバーしているため、京都放送（KBS京都・KBS滋賀）や2021年9月までの長崎放送（NBCラジオ・NBCラジオ佐賀）のような県別の地域放送を実施するのは無理があり、テレビもかつてのアナログ放送、現在のデジタル放送とも島根県にある松江本社送信所でラジオと同じく鳥取県西部と島根県東部を2県またいでカバーしているためである（原因は後述）。ただし、CMは差し替えることがあり、またかつて実施していたラジオの高校入試合格者速報では、鳥取県の日は鳥取県の放送局・中継局で、島根県の日は島根県の放送局・中継局と本局とで放送していたことがある。
米子市に本社、親局を置く唯一の民放（コミュニティFM局のDARAZ FMは除く）でもある。

## 事業所所在地

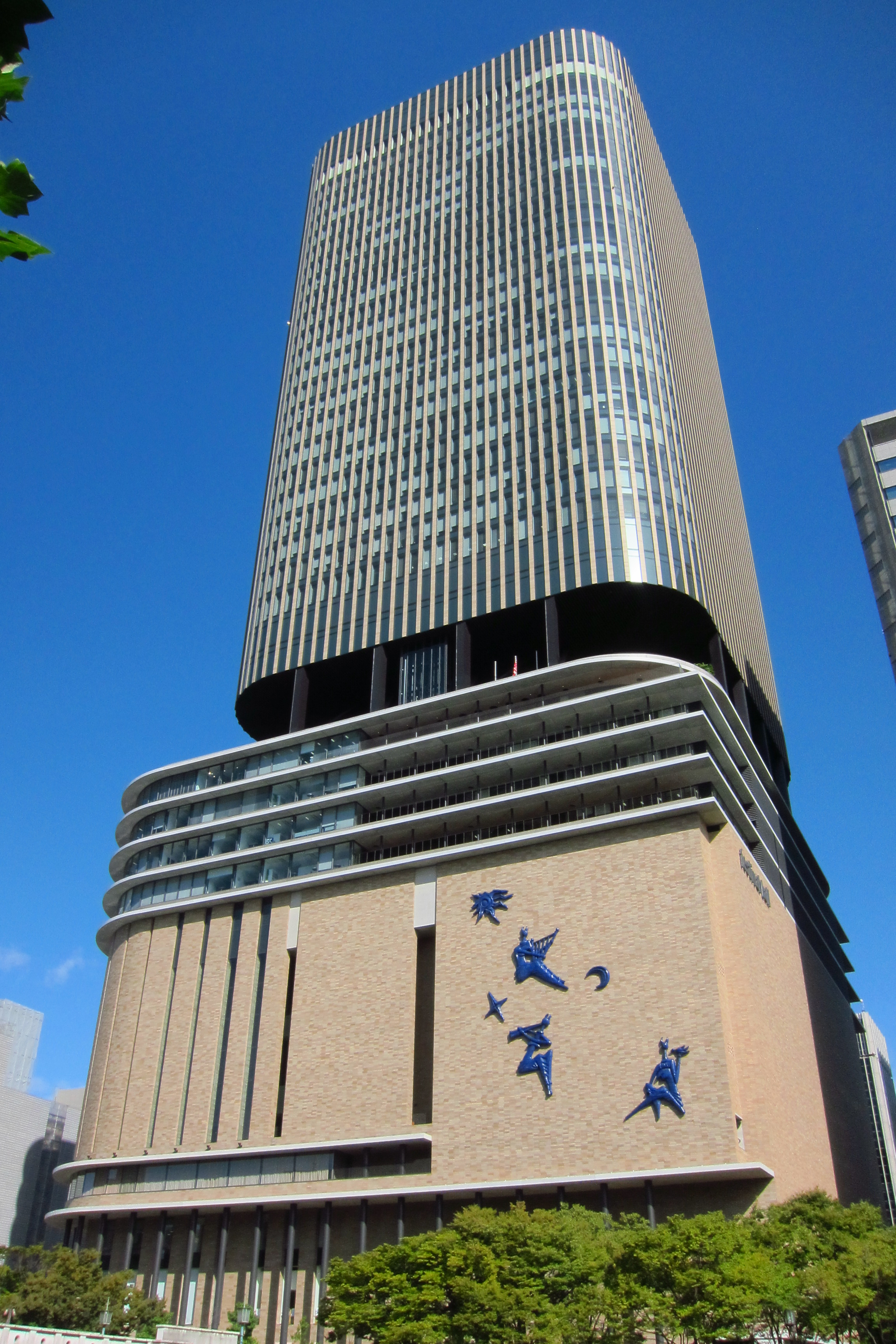
大阪支社が入居する中之島フェスティバルタワー東地区

本社
〒683-8670 鳥取県米子市西福原1丁目1番71号
鳥取支社
〒680-0031 鳥取県鳥取市本町3丁目201番地 鳥取産業会館・鳥取商工会議所ビル5階
かつては朝日新聞系列のビルに入居していたが、建物の老朽化に伴い移転。なお現ビルについては、建て替え前には日本海テレビの本社が入っていた。
松江支社
〒690-0887 島根県松江市殿町111番地 松江センチュリービル8階
出雲支社
〒693-0002 島根県出雲市今市町北本町1丁目1番3号 セントラルビル4階
石見支局（島根報道部）
〒697-0026 島根県浜田市田町1655番地 第2オリンピアビル2階
2016年7月に西部支社から改称。
東京支社
〒104-0061 東京都港区赤坂2丁目5番8号 ヒューリックJP赤坂ビル SPACES赤坂4F
2021年3月から系列の東北放送、テレビ山梨、チューリップテレビ、大分放送なども入居するビルに移転。
大阪支社
〒530-0005 大阪府大阪市北区中之島2丁目3番18号 中之島フェスティバルタワー東地区17階
広島支社
〒730-0032 広島県広島市中区立町1番23号 ごうぎん広島ビル5階
出典

## 沿革

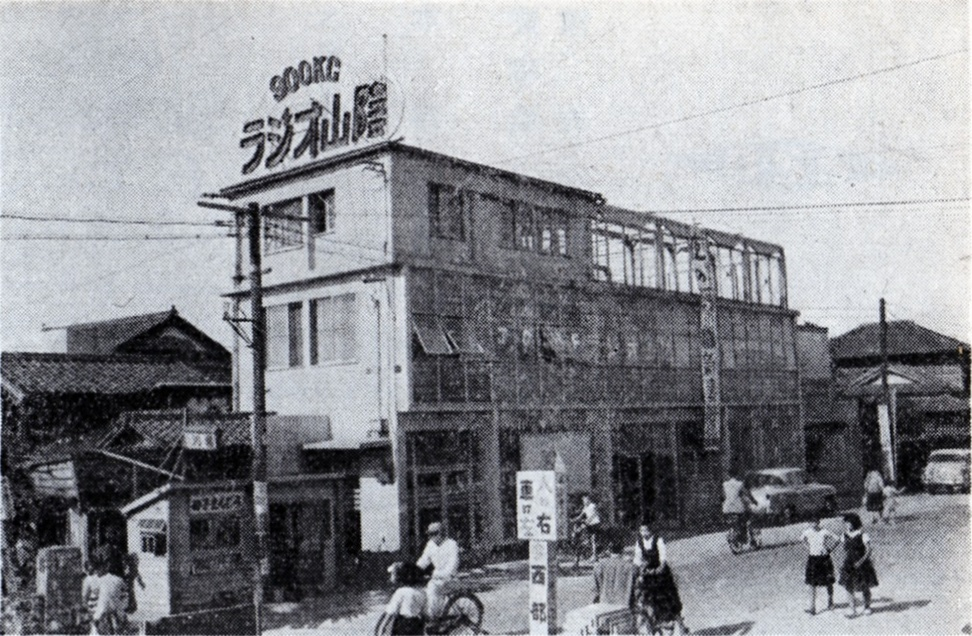
開局当時のラジオ山陰本社（1954年）。

前身である株式会社ラジオ山陰（ラジオさんいん、略称 RSB：Radio San-in Broadcasting Co., Ltd.）は、戦前から無線を専攻し、戦後に境海上保安部通信所長をしていた野坂一郎と、無線技師で弟の陞三（前米子市長野坂康夫の父）が1950年（昭和25年）4月の放送法・電波法の改正を受けてそれまで検討中だったラジオ局開局を本格的に決心したことに始まる。2人の父（すなわち康夫の祖父）で、戦前から米子市会議員を務めるなど地元の有力者であった野坂康久は2人の構想に賛同し、3人で設立申請書を作成、地元財界への働きかけを行い、康久のよき理解者であった米子信用金庫青砥喜三郎理事長（当時）の協力で、坂口平兵衛 (2代)をはじめ田部長右衛門 (23代)、米原章三ら各氏が発起人に参加、三好英之が代表となって1952年（昭和27年）12月に申請書を提出。翌1953年（昭和28年）9月に予備免許が下りた。

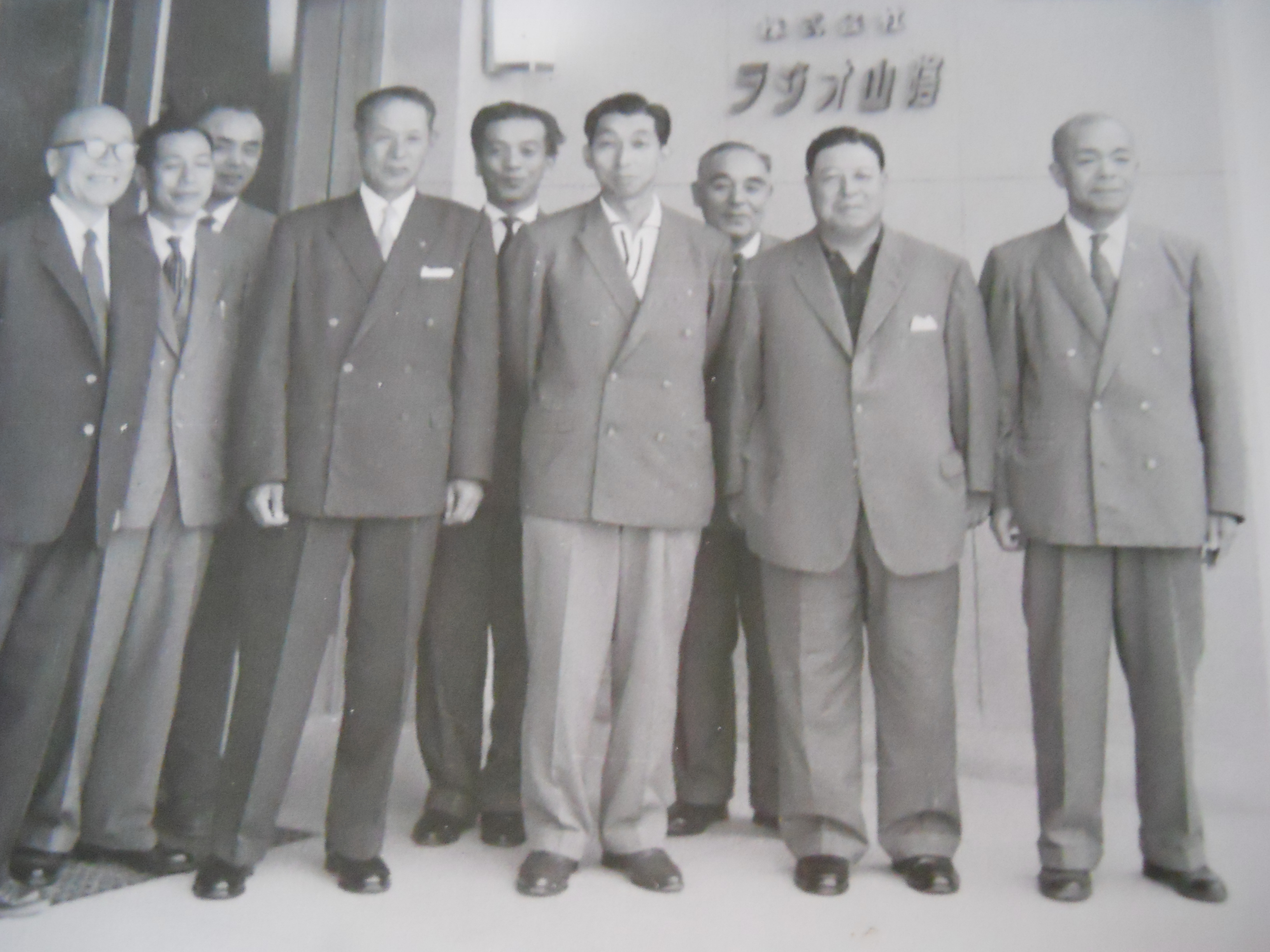
右から野坂康久、坂口平兵衛 (2代)、青砥喜三郎、高松宮宣仁親王、青砥昇、織田収、野坂一郎、伊坂定吉、野坂寛治
（1954年（昭和29年）、ラジオ山陰開局）

康夫の回想にもあるように、開局当時の社屋は米子市東倉吉町の小安ビルの2階に入居していたが、そのビルの1階にはパチンコ店が入居していた。入口もパチンコ店との共用で、社員や出演者は営業中のパチンコ台の間を抜けて行く必要があった。スタジオはパチンコの騒音を防ぐための防音工事に苦慮したという。このため開局当時は「パチンコ放送局」と呼ばれていた。また、送信所も電電公社（後のNTT、両県では現在のNTT西日本）の施設を間借りしていた。
その後、1959年（昭和34年）12月15日にテレビ放送を始め、1961年（昭和36年）6月1日に社名を株式会社山陰放送（略称  BSS：Broadcasting System of San-in Inc.）に改める。

### 年表
- 1953年（昭和28年）12月14日 - 株式会社ラジオ山陰（RSB）を設立。取締役会長は坂口平兵衛 (2代)、社長は織田収。
- 1954年（昭和29年）3月1日 - 鳥取県米子市から鳥取県・島根県の両県に向けたラジオ放送（JOHF）を開始。全国33番目。
- 1955年（昭和30年）11月23日 - 鳥取中継局を開局。
- 1956年（昭和31年）10月 - 米子局を900kc、鳥取局を1060kcに変更。（kcは現在のkHz）
- 1957年（昭和32年）10月22日 - 島根県を放送対象エリアとして地上アナログテレビ放送の予備免許交付。
- 1959年（昭和34年）12月15日 - 島根県松江市でテレビの地上アナログ放送開始（JOHF-TV、10ch / 1kW）。同時にテレビニュースネットワークJNNに加盟。JNNに加入したのはキー局・ラジオ東京（現在のTBSテレビ）とラジオ時代からの繋がりがあったこと、ラジオ東京（現在のTBSホールディングス）初代社長の足立正が鳥取県境港市出身だったためである。しかし、これが本社所在地と放送対象地域を巡るねじれ現象を引き起こす。
- 1960年（昭和35年）2月11日 - 現在地に本社移転。
- 1961年（昭和36年）
  - 6月1日 - 株式会社山陰放送（BSS）に社名変更。
  - 10月 - ラジオローカルニュースを、山陰日日新聞（その後旧「日本海新聞」に統合）、日本海新聞（旧社時代）、および島根新聞（現在の山陰中央新報）から、朝日新聞および毎日新聞の交互放送に変更。
- 1965年（昭和40年）
  - 5月2日 - JRNに、発足と同時に加盟。
  - 5月3日 - NRNに、発足と同時に加盟。
- 1967年（昭和42年）6月20日 - アナログ・テレビのカラー放送を開始。[9]
- 1972年（昭和47年）9月22日 - 電波相互乗り入れにより、鳥取県でテレビの地上アナログ放送開始。約12年9か月続いたねじれ現象が解消。
- 1978年（昭和53年）11月23日 - 午前5時の放送開始より、米子本局・900kHzを除き、周波数変更が行われる。
- 1989年（平成元年）10月1日 - それまで日本海テレビ（NKT）で放送されていたテレビ朝日系列の番組の大部分がBSSに、一部は山陰中央テレビ（TSK）へ移行。
- 1990年（平成2年）4月2日 - ラジオ放送の週末を除く24時間放送開始、ならびに局名及び略称の字体を変更。

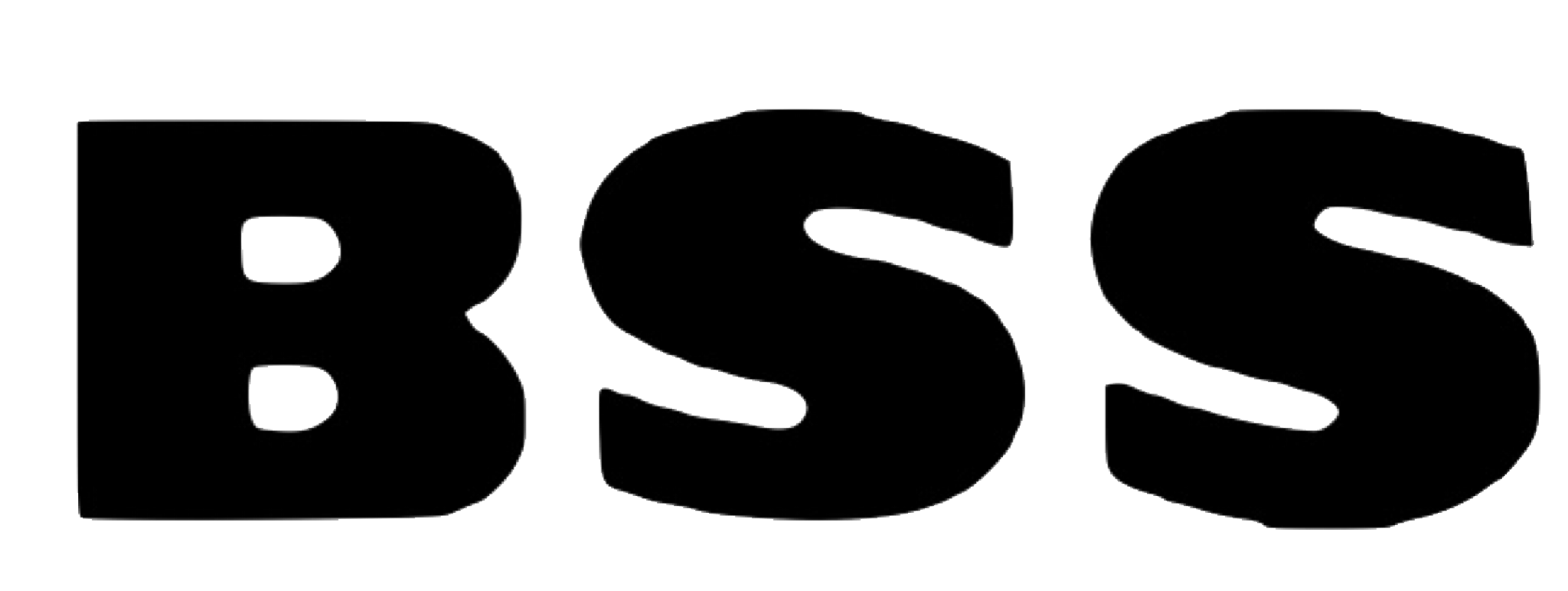
先代ロゴ（1961年 - 1990年）

- 1991年（平成3年）10月 - 愛称を「山陰放送」から「BSSテレビ」「BSSラジオ」に変更。
- 1992年（平成4年）4月1日 - テレビ音声多重放送開始。（同日開始のテレビ高知と共にTBS系では最後）
- 2006年（平成18年）10月1日 - テレビの地上デジタル放送開始（JOHF-DTV、45ch / 1kW）。
- 2011年（平成23年）7月24日 - テレビの地上アナログ放送終了、停波。
- 2012年（平成24年）1月30日 - radikoの配信を開始。放送局記号は略称そのまま「BSS」。
- 2016年（平成28年）11月29日 - FM補完中継局「BSS鳥取FM」（92.2MHz / 500W）の予備免許取得。
- 2017年（平成29年）3月1日 - BSS鳥取FM本放送開始。
- 2018年（平成30年）
  - 2月19日 - FM補完中継局「BSS松江FM」（87.1MHz/ 500W）の予備免許取得[10]。
  - 10月1日 - BSS松江FM本放送開始[11]。
- 2020年（令和2年）3月31日 - テレビ放送、深夜から早朝にかけてのフィラー時間帯に「TBS NEWS」の放送とお天気フィラーの開始、これらにより終夜放送開始。山陰地方では日本海テレビに続いて2例目。

## 資本構成
企業・団体は当時の名称。出典：

### 2021年3月31日
| 資本金      | 発行済株式総数 | 株主数 |
| ----------- | -------------- | ------ |
| 1億3000万円 | 260,000株      | 403    |

| 株主                     | 株式数   | 比率  |
| ------------------------ | -------- | ----- |
| 東京放送ホールディングス | 22,000株 | 8.46% |
| 朝日新聞社               | 22,000株 | 8.46% |
| 島根県                   | 12,000株 | 4.61% |
| 鳥取県                   | 10,500株 | 4.03% |

## ラテ同時放送自社制作番組

### 放送終了した番組
- なまラテ（火曜・水曜 15:50 - 16:50）※放送当時（2020年 - 2021年）、民放では唯一のラジオ・テレビ同時放送だった。

## ラジオ

### 放送時間
- 平日 毎朝5時を起点に24時間
- 土曜日 5:00 - 27:00（深夜3:00）
- 日曜日 5:00 - 24:00（深夜0:00）

2021年2月現在ラジオ放送は、5:00を起点とした24時間放送である。1985年3月までは早朝6時開始 - 深夜1時までに放送を終了していたが、1985年4月より『オールナイトニッポン（第1部）』のネットを開始したことにより、深夜放送を3時まで延長、さらに1988年4月から『三菱ふそう全国縦断・榎さんのおはようさん〜!』のネット開始に伴い、早朝放送を5:30開始に繰り上げる。さらに1990年4月から『いすゞ歌うヘッドライト〜コックピットのあなたへ〜』のネットを開始したため、月 -
金曜付けの放送は終日24時間放送の体制となった。
日曜日（土曜深夜）3:00 - 5:00と月曜日（日曜深夜）0:00 - 5:00は放送設備の点検・修繕工事のため放送を休止している。2004年4月4日 - 2013年3月31日までは4:00からだったが、『あなたへモーニングコール』の終了に伴い、同4月7日から9年ぶりに日曜日の朝の放送開始が5時に繰り下げられた。月曜日の放送は2003年4月7日 - 2015年3月30日までは4:00からだったが、『ラジオ・パープル』の終了に伴い、同4月6日からの12年ぶりに月曜日の朝の放送開始が5時に繰り下げられた。2024年4月より、日曜日の夜は、24時で放送終了。

### 送信所・中継局
| AMラジオ放送 | AMラジオ放送 | AMラジオ放送          | AMラジオ放送 | AMラジオ放送 | AMラジオ放送 |
| 地区         | 親局         | コールサイン          | 周波数       | 出力         | 備考 |
| ------------ | ------------ | --------------------- | ------------ | ------------ | --- |
| 鳥取         | 米子         | JOHF                  | 900kHz       | 5kW          | 2013年3月27日から、同敷地内（系列のBSS企画が2010年に閉鎖した「BSSゴルフスクエア」跡地）にて、メガソーラー規模での太陽光発電の稼働を開始。 |
| 地区         | 中継局       | コールサイン          | 周波数       | 出力         | 備考 |
| 鳥取         | 鳥取         | JOHL                  | 1431kHz      | 1kW          | [ 注 9 ] |
| 鳥取         | 倉吉         |                       | 1557kHz      | 100W         | |
| 島根         | 出雲         |                       | 1431kHz      | 1kW          | |
| 島根         | 大田         |                       | 1485kHz      | 100W         | [ 注 10 ] |
| 島根         | 浜田         | JOHM                  | 1557kHz      | 100W         | [ 注 11 ] |
| 島根         | 益田         | JOHN                  | 1431kHz      | 100W         | |
| FM補完中継局 |              |                       |              |              | |
| 地区         | 中継局       | 対応AM局              | 周波数       | 出力         | 備考 |
| 鳥取         | 鳥取FM       | 鳥取中継所 倉吉中継所 | 92.2MHz      | 500W         | 2016年11月29日予備免許。 2017年1月17日より試験電波発射。 2017年3月1日運用開始（開局）。                                                   |
| 松江         | 松江FM       | 米子送信所 出雲中継所 | 87.1MHz      | 500W         | 2018年10月1日運用開始（開局）。 |

出典

### 現在放送中の番組
2025年4月現在。詳細は、公式サイトのラジオ番組表を参照。
自社制作番組は太字。

#### 随時放送
- BSSニュース
- 交通情報
- 天気予報
  - 各ワイド番組内で放送。

#### 平日
| 時 | 分 | 月曜日                                                           | 火曜日                                                           | 水曜日                                                           | 木曜日                                                           | 金曜日                                                           |
| -- | -- | ---------------------------------------------------------------- | ---------------------------------------------------------------- | ---------------------------------------------------------------- | ---------------------------------------------------------------- | ---------------------------------------------------------------- |
| 5  | 00 | 5:00 モーニングシャワー                                          | 5:00 モーニングシャワー                                          | 5:00 モーニングシャワー                                          | 5:00 モーニングシャワー                                          | 5:00 モーニングシャワー                                          |
| 5  | 15 | 5:15 ドクターごとうの熱血訪問クリニック（マール）                | 5:15 ドクターごとうの熱血訪問クリニック（マール）                | 5:15 ドクターごとうの熱血訪問クリニック（マール）                | 5:15 ドクターごとうの熱血訪問クリニック（マール）                | 5:15 ドクターごとうの熱血訪問クリニック（マール）                |
| 5  | 25 | 5:25 心のともしび                                                | 5:25 心のともしび                                                | 5:25 心のともしび                                                | 5:25 心のともしび                                                | 5:25 心のともしび                                                |
| 5  | 30 | 5:30 Brand-New Morning（TBSラジオ）                              | 5:30 Brand-New Morning（TBSラジオ）                              | 5:30 Brand-New Morning（TBSラジオ）                              | 5:30 Brand-New Morning（TBSラジオ）                              | 5:30 Brand-New Morning（TBSラジオ）                              |
| 6  | 00 | 5:30 Brand-New Morning（TBSラジオ）                              | 5:30 Brand-New Morning（TBSラジオ）                              | 5:30 Brand-New Morning（TBSラジオ）                              | 5:30 Brand-New Morning（TBSラジオ）                              | 5:30 Brand-New Morning（TBSラジオ）                              |
| 6  | 30 | 6:30 サウンドクラブ（再放送）                                    | 6:30 サウンドクラブ（再放送）                                    | 6:30 サウンドクラブ（再放送）                                    | 6:30 サウンドクラブ（再放送）                                    | 6:30 サウンドクラブ（再放送）                                    |
| 6  | 35 | 6:35 おはよう寺ちゃん ニュース最前線（文化放送）                 | 6:35 おはよう寺ちゃん ニュース最前線（文化放送）                 | 6:35 おはよう寺ちゃん ニュース最前線（文化放送）                 | 6:35 おはよう寺ちゃん ニュース最前線（文化放送）                 | 6:35 おはよう寺ちゃん ニュース最前線（文化放送）                 |
| 6  | 55 | 6:55 気象予報士 伊藤香 季節の物語（かしわプロダクション）        | 6:55 気象予報士 伊藤香 季節の物語（かしわプロダクション）        | 6:55 気象予報士 伊藤香 季節の物語（かしわプロダクション）        | 6:55 気象予報士 伊藤香 季節の物語（かしわプロダクション）        | 6:55 気象予報士 伊藤香 季節の物語（かしわプロダクション）        |
| 7  | 00 | 7:00 武田鉄矢・今朝の三枚おろし（文化放送）                      | 7:00 武田鉄矢・今朝の三枚おろし（文化放送）                      | 7:00 武田鉄矢・今朝の三枚おろし（文化放送）                      | 7:00 武田鉄矢・今朝の三枚おろし（文化放送）                      | 7:00 武田鉄矢・今朝の三枚おろし（文化放送）                      |
| 7  | 10 | 7:10 お早う!ニュースネットワーク（ニッポン放送）                 | 7:10 お早う!ニュースネットワーク（ニッポン放送）                 | 7:10 お早う!ニュースネットワーク（ニッポン放送）                 | 7:10 お早う!ニュースネットワーク（ニッポン放送）                 | 7:10 お早う!ニュースネットワーク（ニッポン放送）                 |
| 7  | 25 | 7:25 あさスタ♪ ▽8:00 話題のアンテナ 日本全国8時です（TBSラジオ） | 7:25 あさスタ♪ ▽8:00 話題のアンテナ 日本全国8時です（TBSラジオ） | 7:25 あさスタ♪ ▽8:00 話題のアンテナ 日本全国8時です（TBSラジオ） | 7:25 あさスタ♪ ▽8:00 話題のアンテナ 日本全国8時です（TBSラジオ） | 7:25 あさスタ♪ ▽8:00 話題のアンテナ 日本全国8時です（TBSラジオ） |
| 8  | 00 | 7:25 あさスタ♪ ▽8:00 話題のアンテナ 日本全国8時です（TBSラジオ） | 7:25 あさスタ♪ ▽8:00 話題のアンテナ 日本全国8時です（TBSラジオ） | 7:25 あさスタ♪ ▽8:00 話題のアンテナ 日本全国8時です（TBSラジオ） | 7:25 あさスタ♪ ▽8:00 話題のアンテナ 日本全国8時です（TBSラジオ） | 7:25 あさスタ♪ ▽8:00 話題のアンテナ 日本全国8時です（TBSラジオ） |
| 9  | 00 | 7:25 あさスタ♪ ▽8:00 話題のアンテナ 日本全国8時です（TBSラジオ） | 7:25 あさスタ♪ ▽8:00 話題のアンテナ 日本全国8時です（TBSラジオ） | 7:25 あさスタ♪ ▽8:00 話題のアンテナ 日本全国8時です（TBSラジオ） | 7:25 あさスタ♪ ▽8:00 話題のアンテナ 日本全国8時です（TBSラジオ） | 7:25 あさスタ♪ ▽8:00 話題のアンテナ 日本全国8時です（TBSラジオ） |
| 10 | 00 | 7:25 あさスタ♪ ▽8:00 話題のアンテナ 日本全国8時です（TBSラジオ） | 7:25 あさスタ♪ ▽8:00 話題のアンテナ 日本全国8時です（TBSラジオ） | 7:25 あさスタ♪ ▽8:00 話題のアンテナ 日本全国8時です（TBSラジオ） | 7:25 あさスタ♪ ▽8:00 話題のアンテナ 日本全国8時です（TBSラジオ） | 7:25 あさスタ♪ ▽8:00 話題のアンテナ 日本全国8時です（TBSラジオ） |
| 10 | 40 | 10:40 健康生活インフォメーション                                 | 10:40 今旬!インフォメーション                                    | 10:40 健康生活インフォメーション                                 | 10:40 わくわくお届け便                                           | 10:40 ピックアップラジオショッピング                             |
| 10 | 55 | 10:55 ニュース                                                   | 10:55 ニュース                                                   | 10:55 ニュース                                                   | 10:55 ニュース                                                   | 10:55 ニュース                                                   |
| 11 | 00 | 11:00 音楽の風車                                                 | 11:00 音楽の風車                                                 | 11:00 音楽の風車                                                 | 11:00 音楽の風車                                                 | 11:00 音楽の風車                                                 |
| 12 | 00 | 11:00 音楽の風車                                                 | 11:00 音楽の風車                                                 | 11:00 音楽の風車                                                 | 11:00 音楽の風車                                                 | 11:00 音楽の風車                                                 |
| 12 | 55 | 12:55 ニュース                                                   | 12:55 ニュース                                                   | 12:55 ニュース                                                   | 12:55 ニュース                                                   | 12:55 ニュース                                                   |
| 13 | 00 | 13:00 ラフリー!                                                  | 13:00 ラフリー!                                                  | 13:00 ラフリー!                                                  | 13:00 ラフリー!                                                  | 13:00 おちらと金曜日! ▽14:55 ニュース                            |
| 14 | 00 | 13:00 ラフリー!                                                  | 13:00 ラフリー!                                                  | 13:00 ラフリー!                                                  | 13:00 ラフリー!                                                  | 13:00 おちらと金曜日! ▽14:55 ニュース                            |
| 14 | 55 | 14:55 ニュース                                                   | 14:55 ニュース                                                   | 14:55 ニュース                                                   | 14:55 ニュース                                                   | 13:00 おちらと金曜日! ▽14:55 ニュース                            |
| 15 | 00 | 15:00 藤田恵美のかみつれ雑貨店（再放送）                         | 15:00 ミュージック白書～Artist History～（かしわプロダクション） | 15:00 ドラマってムジカ（かしわプロダクション）                   | 15:00 八神純子 Music Town（かしわプロダクション）                | 13:00 おちらと金曜日! ▽14:55 ニュース                            |
| 15 | 30 | 15:30 Buy Now                                                    | 15:30 Buy Now                                                    | 15:30 Buy Now                                                    | 15:30 Buy Now                                                    | 13:00 おちらと金曜日! ▽14:55 ニュース                            |
| 15 | 45 | 15:45 ドクターごとうの熱血訪問クリニック（再放送）               | 15:45 ドクターごとうの熱血訪問クリニック（再放送）               | 15:45 ドクターごとうの熱血訪問クリニック（再放送）               | 15:45 ドクターごとうの熱血訪問クリニック（再放送）               | 13:00 おちらと金曜日! ▽14:55 ニュース                            |
| 15 | 55 | 15:55 ニュース                                                   | 15:55 ニュース                                                   | 15:55 ニュース                                                   | 15:55 ニュース                                                   | 15:55 ニュース                                                   |
| 16 | 00 | 16:00 オールディーズ・アンソロジー（文化放送）                   | 16:00 オールディーズ・アンソロジー（文化放送）                   | 16:00 オールディーズ・アンソロジー（文化放送）                   | 16:00 オールディーズ・アンソロジー（文化放送）                   | 16:00 オールディーズ・アンソロジー（文化放送）                   |
| 16 | 20 | 16:20 ラジカセメモリーズ（文化放送）                             | 16:20 ラジカセメモリーズ（文化放送）                             | 16:20 ラジカセメモリーズ（文化放送）                             | 16:20 ラジカセメモリーズ（文化放送）                             | 16:20 朗読のヒロバ（TBSラジオ）                                  |
| 16 | 30 | 16:30 今旬!インフォメーション                                    | 16:30 イトーとスドーのモノ申し隊                                 | 16:30 元気スイッチ                                               | 16:30 今旬!インフォメーション                                    | 16:30 健康とっておき!                                            |
| 16 | 45 | 16:45 あなたにハッピー・メロディ（ニッポン放送）                 | 16:45 あなたにハッピー・メロディ（ニッポン放送）                 | 16:45 あなたにハッピー・メロディ（ニッポン放送）                 | 16:45 あなたにハッピー・メロディ（ニッポン放送）                 | 16:45 あなたにハッピー・メロディ（ニッポン放送）                 |
| 16 | 55 | 16:55 ニュース                                                   | 16:55 ニュース                                                   | 16:55 ニュース                                                   | 16:55 ニュース                                                   | 16:55 ニュース                                                   |
| 17 | 00 | 17:00 ニュース・パレード（文化放送）                             | 17:00 ニュース・パレード（文化放送）                             | 17:00 ニュース・パレード（文化放送）                             | 17:00 ニュース・パレード（文化放送）                             | 17:00 ニュース・パレード（文化放送）                             |
| 17 | 15 | 17:15 Mポイント ▽17:30 ネットワークトゥデイ（TBSラジオ）         | 17:15 Mポイント ▽17:30 ネットワークトゥデイ（TBSラジオ）         |                                                                  |                                                                  |                                                                  |
| 18 | 00 | 17:15 Mポイント ▽17:30 ネットワークトゥデイ（TBSラジオ）         | 17:15 Mポイント ▽17:30 ネットワークトゥデイ（TBSラジオ）         |                                                                  |                                                                  |                                                                  |
| 18 | 20 | 17:15 Mポイント ▽17:30 ネットワークトゥデイ（TBSラジオ）         | 17:15 Mポイント ▽17:30 ネットワークトゥデイ（TBSラジオ）         | 18:20 BSSダイナミックナイター                                    | 18:20 BSSダイナミックナイター                                    | 18:20 BSSダイナミックナイター                                    |
| 18 | 30 | 18:30 新・流行音楽堂                                             | 18:30 亀渕昭信のお宝POPS（再放送）                               | 18:20 BSSダイナミックナイター                                    | 18:20 BSSダイナミックナイター                                    | 18:20 BSSダイナミックナイター                                    |
| 19 | 00 | 19:00 荻上チキ・Session（TBSラジオ）                             | 19:00 荻上チキ・Session（TBSラジオ）                             | 18:20 BSSダイナミックナイター                                    | 18:20 BSSダイナミックナイター                                    | 18:20 BSSダイナミックナイター                                    |
| 20 | 00 | 20:00 森谷佳奈のはきださNIGHT!                                   | 20:00 アフター6ジャンクション2（TBSラジオ）                      | 18:20 BSSダイナミックナイター                                    | 18:20 BSSダイナミックナイター                                    | 18:20 BSSダイナミックナイター                                    |
| 21 | 00 | 20:00 森谷佳奈のはきださNIGHT!                                   | 21:00 夏川りみのたびぐくるちむぐくる（再放送）                   | 21:00 ポッドWAVE～あなたの薬膳 ごはんから元気に～                | 21:00 ポッドWAVE～VAJAのThe Radio～                              | 21:00 ポッドWAVE～レトロ視聴覚室～                               |
| 21 | 30 | 20:00 森谷佳奈のはきださNIGHT!                                   | 21:00 夏川りみのたびぐくるちむぐくる（再放送）                   | 21:30 ポッドWAVE～イナタとベップの笑【SHOW】タメ!～              | 21:00 ポッドWAVE～VAJAのThe Radio～                              | 21:30 ポッドWAVE～石川家のフフラジ～                             |
| 22 | 00 | 22:00 テレポート山陰 ON THE RADIO                                | 22:00 テレポート山陰 ON THE RADIO                                | 22:00 テレポート山陰 ON THE RADIO                                | 22:00 テレポート山陰 ON THE RADIO                                | 22:00 テレポート山陰 ON THE RADIO                                |
| 22 | 15 | 22:15 音楽の風車（再放送）                                       |                                                                  |                                                                  |                                                                  |                                                                  |
| 23 | 00 | 22:15 音楽の風車（再放送）                                       |                                                                  |                                                                  |                                                                  |                                                                  |
| 23 | 45 | 23:45 ラジオ劇場 アキラとあきら（KBCラジオ）                     |                                                                  |                                                                  |                                                                  |                                                                  |
| 0  | 00 | 0:00 レコメン!（文化放送）                                       | 0:00 レコメン!（文化放送）                                       | 0:00 レコメン!（文化放送）                                       | 0:00 レコメン!（文化放送）                                       | 0:00 嵐・相葉雅紀のレコメン!アラシリミックス（文化放送）         |
| 0  | 30 | 0:00 レコメン!（文化放送）                                       | 0:00 レコメン!（文化放送）                                       | 0:00 レコメン!（文化放送）                                       | 0:00 レコメン!（文化放送）                                       | 0:30 Sky presents 藤原竜也のラジオ（ABCラジオ）                  |
| 1  | 00 | 1:00 オールナイトニッポン（ニッポン放送）                        | 1:00 オールナイトニッポン（ニッポン放送）                        | 1:00 オールナイトニッポン（ニッポン放送）                        | 1:00 オールナイトニッポン（ニッポン放送）                        | 1:00 オールナイトニッポン（ニッポン放送）                        |
| 2  | 00 | 山田裕貴のオールナイトニッポン                                   | 星野源のオールナイトニッポン                                     | 乃木坂46のオールナイトニッポン                                   | ナインティナインのオールナイトニッポン                           | 霜降り明星のオールナイトニッポン                                 |
| 3  | 00 | 3:00 オールナイトニッポン0(ZERO)（ニッポン放送）                 | 3:00 オールナイトニッポン0(ZERO)（ニッポン放送）                 | 3:00 オールナイトニッポン0(ZERO)（ニッポン放送）                 | 3:00 オールナイトニッポン0(ZERO)（ニッポン放送）                 | 3:00 オールナイトニッポン0(ZERO)（ニッポン放送）                 |
| 4  | 00 | キタニタツヤのオールナイトニッポン0(ZERO)                        | あののオールナイトニッポン0(ZERO)                                | 佐久間宣行のオールナイトニッポン0(ZERO)                          | マヂカルラブリーのオールナイトニッポン0(ZERO)                    | 三四郎のオールナイトニッポン0(ZERO)                              |
| 4  | 30 | 4:30 上柳昌彦 あさぼらけ（ニッポン放送）                         | 4:30 上柳昌彦 あさぼらけ（ニッポン放送）                         | 4:30 上柳昌彦 あさぼらけ（ニッポン放送）                         | 4:30 上柳昌彦 あさぼらけ（ニッポン放送）                         | 三四郎のオールナイトニッポン0(ZERO)                              |

#### 週末
| 時 | 分 | 土曜                                                                               | 日曜                                                             |
| -- | -- | ---------------------------------------------------------------------------------- | ---------------------------------------------------------------- |
| 5  | 00 | 5:00 週刊 なるほど!ニッポン（ニッポン放送）                                        | 5:00 博也とまどかの歌謡ロード（山形放送）                        |
| 5  | 10 | 5:10 心に光を                                                                      | 5:00 博也とまどかの歌謡ロード（山形放送）                        |
| 5  | 20 | 5:20 山崎ていじのていじにスタート!                                                 | 5:00 博也とまどかの歌謡ロード（山形放送）                        |
| 5  | 25 | 5:25 心のともしび                                                                  | 5:00 博也とまどかの歌謡ロード（山形放送）                        |
| 5  | 30 | 5:30 おはよう!ニッポン全国消防団（ニッポン放送）                                   | 5:30 三山ひろし 演歌の夜明け（スバルプランニング）               |
| 5  | 40 | 5:40 サウンドクラブ（再放送）                                                      | 5:30 三山ひろし 演歌の夜明け（スバルプランニング）               |
| 5  | 45 | 5:45 解決!知っ得プレミアム                                                         | 5:30 三山ひろし 演歌の夜明け（スバルプランニング）               |
| 6  | 00 | 6:00 土曜朝6時 木梨の会。（TBSラジオ）                                             | 6:00 納得健康15分                                                |
| 6  | 15 | 6:00 土曜朝6時 木梨の会。（TBSラジオ）                                             | 6:15 大徳寺昭輝の天の夢（KBCラジオ）                             |
| 6  | 30 | 6:00 土曜朝6時 木梨の会。（TBSラジオ）                                             | 6:30 1万年堂出版の時間                                           |
| 6  | 45 | 6:00 土曜朝6時 木梨の会。（TBSラジオ）                                             | 6:45 演歌で宴会!（再放送）                                       |
| 7  | 00 | 7:00 明日への扉〜いのちのラジオ〜 ～未来へ向かって～栄光のレジェンド（ラジオ関西） | 7:00 SETOUCHI STARTUPS SELECTION                                 |
| 7  | 15 | 7:00 明日への扉〜いのちのラジオ〜 ～未来へ向かって～栄光のレジェンド（ラジオ関西） | 7:15 身近なことからSDGs                                          |
| 7  | 30 | 7:30 演歌で宴会!                                                                   |                                                                  |
| 7  | 45 | 7:45 健康生活インフォメーション                                                    | 7:45 サウンドクラブ                                              |
| 7  | 50 | 7:45 健康生活インフォメーション                                                    | 7:50 録音風物誌（火曜会）                                        |
| 8  | 00 | 8:00 話題のアンテナ 日本全国8時です（TBSラジオ）                                   | 8:00 地方創生プログラム ONE-J（TBSラジオ） ▽8:55 ニュース        |
| 8  | 15 | 8:15 まいどあり～。                                                                | 8:00 地方創生プログラム ONE-J（TBSラジオ） ▽8:55 ニュース        |
| 8  | 30 | 8:30 交通情報                                                                      | 8:00 地方創生プログラム ONE-J（TBSラジオ） ▽8:55 ニュース        |
| 8  | 35 | 8:35 サウンドクラブ（再放送）                                                      | 8:00 地方創生プログラム ONE-J（TBSラジオ） ▽8:55 ニュース        |
| 8  | 40 | 8:40 旬!SHUN!ピックアップ市橋有里の“RUN食健美”～ヘルシーRunning～                  | 8:00 地方創生プログラム ONE-J（TBSラジオ） ▽8:55 ニュース        |
| 8  | 55 | 8:55 ニュース・天気予報                                                            | 8:00 地方創生プログラム ONE-J（TBSラジオ） ▽8:55 ニュース        |
| 9  | 00 | 9:00 ビタミン! Saturday                                                            | 8:00 地方創生プログラム ONE-J（TBSラジオ） ▽8:55 ニュース        |
| 10 | 00 | 9:00 ビタミン! Saturday                                                            | 10:00 夏川りみの たびぐくる ちむぐくる（かしわプロダクション）   |
| 10 | 40 | 10:40 Buy Now                                                                      | 10:00 夏川りみの たびぐくる ちむぐくる（かしわプロダクション）   |
| 10 | 55 | 10:55 ニュース                                                                     | 10:00 夏川りみの たびぐくる ちむぐくる（かしわプロダクション）   |
| 11 | 00 | 11:00 音楽の風車                                                                   |                                                                  |
| 12 | 00 | 11:00 音楽の風車                                                                   |                                                                  |
| 12 | 25 | 12:25 カニジルラジオ                                                               |                                                                  |
| 12 | 30 | 12:25 カニジルラジオ                                                               | 12:30 藤田恵美のかみつれ雑貨店（マール）                         |
| 12 | 55 | 12:55 ニュース                                                                     | 12:30 藤田恵美のかみつれ雑貨店（マール）                         |
| 13 | 00 | 13:00 井上貴博 土曜日の『あ』（TBSラジオ）                                         | 13:00 爆笑問題の日曜サンデー（TBSラジオ）                        |
| 14 | 00 | 13:00 井上貴博 土曜日の『あ』（TBSラジオ）                                         | 13:00 爆笑問題の日曜サンデー（TBSラジオ）                        |
| 15 | 00 | 15:00 GOGO競馬サタデー!（ラジオ関西）                                              | 15:00 GOGO競馬サンデー!（MBSラジオ）                             |
| 16 | 00 | 16:00 週刊 ブンノジ ぶんしょう堂                                                   | 16:00 日曜夕方音楽堂                                             |
| 16 | 45 | 16:00 週刊 ブンノジ ぶんしょう堂                                                   | 16:45 小倉・IMALUの〇〇玉手箱                                    |
| 17 | 00 | 16:00 週刊 ブンノジ ぶんしょう堂                                                   | 17:00 三宅裕司のサンデーヒットパラダイス(ニッポン放送）          |
| 17 | 45 | 17:45 ウィークエンドネットワーク（TBSラジオ）                                      | 17:00 三宅裕司のサンデーヒットパラダイス(ニッポン放送）          |
| 17 | 50 | 17:50 10分インフォメーション                                                       | 17:00 三宅裕司のサンデーヒットパラダイス(ニッポン放送）          |
| 18 | 00 | 18:00 ハライチのターン!（TBSラジオ）                                               | 18:00 中四国ライブネット（中国放送・中四国民放AM局持ち回り制作） |
| 19 | 00 | 19:00 イモトアヤコのすっぴんしゃん（TBSラジオ）                                    | 18:00 中四国ライブネット（中国放送・中四国民放AM局持ち回り制作） |
| 19 | 30 | 19:30 かまいたちのヘイ!タクシー!（TBSラジオ）                                      | 18:00 中四国ライブネット（中国放送・中四国民放AM局持ち回り制作） |
| 20 | 00 | 20:00 ひなた・まつり（新潟放送）                                                   | 20:00 オキシジェンのラジオスープレックス                         |
| 20 | 30 | 20:30 銀シャリのおむすびラジオ                                                     | 20:30 松村邦洋のOH-!邦自慢（山口放送）                           |
| 21 | 00 | 21:00 藤田ニコルのニコニチ（TBSラジオ）                                            | 21:00 エバーグリーン・ポップス                                   |
| 21 | 30 | 21:30 スタンド・バイ・見取り図（TBSラジオ）                                        | 21:30 八神純子 Music Town（再放送）                              |
| 22 | 00 | 21:30 スタンド・バイ・見取り図（TBSラジオ）                                        | 22:00 亀渕昭信のお宝POPS（火曜会）                               |
| 22 | 30 | 22:30 なにわ男子の初心ラジ!（ニッポン放送）                                        | 22:30 ドラマってムジカ（再放送）                                 |
| 23 | 00 | 22:30 なにわ男子の初心ラジ!（ニッポン放送）                                        | 23:00 ミュージック白書～Artist History～（再放送）               |
| 23 | 30 | 23:30 SixTONESのオールナイトニッポンサタデースペシャル（ニッポン放送）             | 23:30 新・流行音楽堂                                             |
| 0  | 00 | 23:30 SixTONESのオールナイトニッポンサタデースペシャル（ニッポン放送）             | （0:00 - 5:00 放送休止）                                         |
| 1  | 00 | 1:00 オードリーのオールナイトニッポン（ニッポン放送）                              | （0:00 - 5:00 放送休止）                                         |
| 2  | 00 | 1:00 オードリーのオールナイトニッポン（ニッポン放送）                              | （0:00 - 5:00 放送休止）                                         |
| 3  | 00 | （3:00 - 5:00 放送休止）                                                           | （0:00 - 5:00 放送休止）                                         |
| 4  | 00 | （3:00 - 5:00 放送休止）                                                           | （0:00 - 5:00 放送休止）                                         |

#### 特別番組
- 箱根駅伝実況中継（文化放送より毎年1月2日・3日にネット）
- 天皇盃 全国男子駅伝実況中継（中国放送より毎年1月第3日曜 12:15にネット）
- ボートレースラジオ実況中継（文化放送よりSG競走優勝戦開催日にネット。）
- BSSダイナミックナイター（ナイターシーズンのみ）

### 放送終了した番組
平日午前
- BSSモーニング・パートナー（7:00 - 9:00）
- ホームレディダイヤル
- ホットにモーニングおはよう渡部晃治です
- Sun Sun Morning（1991年9月30日 - 1997年3月28日）
- ときめき朝ちゃん（1997年3月31日 - 2000年3月31日）
- ご近所わいど今日もハレルヤ!（2000年4月3日 - 2016年3月24日）
- 早出し一番!（2003年3月31日 - 2014年9月25日）

平日昼
- ランチタイムダイヤル

平日午後
- ジャストNOWさんいん
- Oh'Today
- 午後ワイドさんいん こんにちはラジオです
- 文ちゃん・ピン子のはっけよい!のこった!
- ラジオでキャッチ（1989年4月3日 - 2000年3月31日）
- 自由ほんぽーおしゃべり本舗（2000年4月3日 - 2016年3月24日）
- 午後はドキドキ!

平日夕方
- なまラテ（2020年1月14日 - 2021年3月24日）

金曜日
- スマイル金曜日（2006年4月7日 - 2016年3月25日）
- かっとばし金曜日（2013年10月4日 - 2016年3月25日）

土曜日
- さたでいわいどさんいん
- 土曜ワイド
- 角さんのジャンプアップサタデー
- 新鮮生放送 どど〜んと土曜日 新・鮮・組（1989年4月8日 - 2006年4月1日）
- 土曜亭らじおDON!（2006年4月8日 - 2012年9月22日）
- 土曜亭特盛ぶんしょうDON!（2012年10月6日 - 2016年9月17日）
- サタナビ!
- サタデーラプソディー
- ティンラジ（2011年10月8日 - 2013年3月30日）
- ミッドナイトパートナー（1968年4月 - 1998年3月）
- JAZZ PARK（? - 2022年9月24日）（10年以上）
- 伊藤ユキ子のシニアの扉（? - 2022年9月、土曜 6:30 - 7:15）

日曜日
- 日曜・隠れ家ぶんしょう堂（2006年4月9日 - 2012年9月30日）
- 橋本航介のサンデーアプリ（2012年10月7日 - 2014年9月28日）
- 山陰あるあるラジオ（仮）（? - 2021年3月28日）
- スクランブルサンデー（1999年4月4日 - 2006年4月2日）
- えむ・ビーンズ おんがく豆（2006年4月16日 - 2009年4月5日）
- 新着ズキューン（2009年4月12日 - 2013年3月31日）
- しんじないと倶楽部（1999年4月 - 2011年10月2日）
- みずえとすーさんのくるくる放送局 これしかナイト日曜日（1982年10月 - 1996年3月）
- ANOKORO（2008年10月3日 - 2022年9月25日）
- サンセット・ロード（2002年4月6日 - 2023年3月26日）
- AKB48徳永羚海・松原佑基のいまどきハイスクール![19]
- あにまにあ

その他
- 月曜電話リクエスト 急げダイヤル
- ポパイのごきげんポップス
- いくこのおしゃべりスタジオ
- ワンモア・レシピ
- ぽっぷこんたいむ
- パパの青春、ママの青春
- 谷口あつしのフライデーアクション
- 拝啓花のOL様、お願い!谷口あつしです
- ビートフル・ワールド～洋楽専科～
- 青春エキスパート
- 谷口あつしのSun Young Hot Wave→谷口あつしのひみつのHigh School
- 谷口あつしのサウンドシアター
- BSSラジオ番組対抗大運動会
- いいものテンミニッツ!
- ミュージック ア・ラ・モーダ
- 演ここ.
- 夕焼け演歌
- リエとしんじのまーぶるJungle・B
- 歌はともだち
- 山陰地区船舶気象通報
- フルスイング!橋本航介です!!
- 谷口あつしのRADIO☆MONDAY
- 坪・丸のハートがキラーン
- Monday Bookmark
- 長谷川真吾の GO!GO!真吾～!
- 浜田和幸の世界情報探検隊
- 浜田和幸の“耳より”アジア情報探検隊
- ニチナビ!（2015年4月5日 - 2021年3月28日）
- 伊東歌詞太郎の僕だけのロックスター☆ラジオ（2016年4月9日 - 2021年3月27日）

ほか

### 補足
- かつては自社制作の番組でリスナーから電話によるメッセージ・リクエストを受付けていたが、現在はメール・FAXのみの受付に変更された。
- 全国高等学校野球選手権大会の地方大会では、BSSラジオで鳥取大会の試合（一部）を中継する（BSSテレビでは島根大会の試合（一部）を中継）。
- 2022年、『森谷佳奈のはきださNIGHT!』でパーソナリティの森谷佳奈が第59回ギャラクシー賞ラジオ部門DJパーソナリティー賞を受賞した[20]。これを記念して同局のテレビで『森谷佳奈のはきださ Night!（裏）』を同年6月13日0:58 - 1:28に放送し、ラジオでは6月6日から6月10日までお祝いWEEKとして様々な企画やプレゼントを用意した。更に本社社屋に受賞記念横断幕を6月1日から7月4日まで掲出した。
- 2023年12月15日、鳥取県は同局が契約していたラジオCMを放送していなかったとして、県の競争入札で当局を2カ月間指名停止にすると発表した。県と同局は10月に開催された「とっとり郷土芸能まつり2023」の20秒のラジオCMを合計14回放送する内容で契約していた。同局に放送実績を確認した際に「鳥取支社と本社間で連携ミスがあり、放送できていなかった」と報告があり判明した。契約金16万5千円は放送終了後の支払いとなっていたため支払われていない[21]。

## テレビ

### テレビネットワークの移り変わり
- 1959年（昭和34年）12月15日 - 島根県でテレビ放送開始（第1局）。鳥取県に本社を置く局にもかかわらず、放送エリアが島根県となった珍しい例である。ラジオの「米子本社送信所」と同じサインにもかかわらずテレビ放送完全デジタル化後の現在もテレビの親局が「松江本社送信所」なのはこのためである。ただし後述の相互乗り入れにつながる電波事情から、区域外（越境）受信ながらも鳥取県西部では容易に受信・視聴できた。テレビ開局時からJNNに加盟しているため、ニュースは一貫してラジオ東京テレビ（KRT） → TBSテレビ系列であるものの、開局時はTBSテレビ・日本テレビ・フジテレビ・日本教育テレビ（NET） → テレビ朝日とのオープンネットであった。本社と演奏所は一貫して米子市のため、“島根県（松江市）に本社を置く民放”は島根放送（TSK、1972年4月1日に山陰中央テレビジョン放送に社名変更）の開局まで10年以上待つことになる。
- 1967年（昭和42年）6月 - 民間放送教育協会に加盟。
- 1970年（昭和45年）4月1日 - 島根放送（第2局）の開局により、1970年12月までの経過措置のための最小限の番組を残し、フジテレビ系列の番組が移行。
- 1972年（昭和47年）9月22日 - 島根・鳥取相互乗り入れ実施により、鳥取県でも放送開始（鳥取第2局）し、本社所在地となる鳥取県での悲願のテレビ波進出を果たす。これにより、日本テレビ系列局が日本海テレビ（鳥取第1局・島根第3局）に統一されたため、1974年までの経過措置のための最小限の番組を残し、日本テレビ系列の番組が移行。その後もニュース以外の生放送番組ネットも含め、NETテレビ系列の番組のネットを継続する。
- 1975年（昭和50年）3月31日 - 腸捻転解消により、JNNの準キー局が朝日放送（現：朝日放送テレビ）から毎日放送に変更されたため、日本海テレビおよび山陰中央テレビで放送された毎日放送制作の番組がすべて山陰放送に移行する。逆に一部の朝日放送制作番組が日本海テレビおよび山陰中央テレビに移行したが、一部の番組はそのまま引き続きネットを継続する。
- 1989年（平成元年）10月1日 - 日本海テレビがネットしていたテレビ朝日系列のスポンサードネット番組などが移行され、同時に日本海テレビと2局同時放送していた『モーニングショー（第1期）』とテレビ朝日系平日正午枠の時差ネットが山陰放送の単独ネットになる。
- 2009年（平成21年）3月27日 - この日をもって『スーパーモーニング』が終了し、1966年（昭和41年）4月から43年間続いたテレビ朝日系列平日午前のワイドショー枠のネットが終了したと同時に、鳥取・島根両県の民放局3局からテレビ朝日系番組の同時ネット番組がなくなった。

### 送信所・中継局

#### デジタル放送

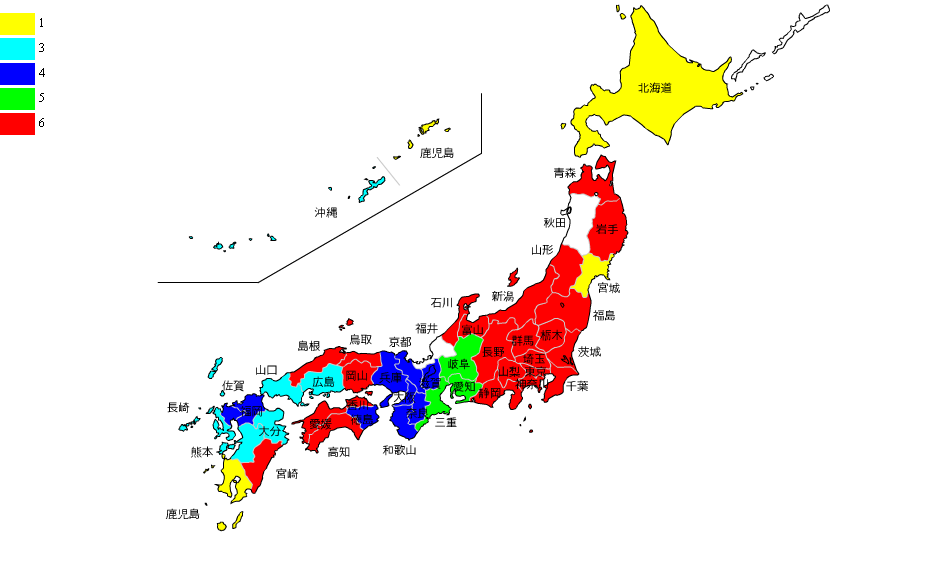
JNN系列のリモコンキーID地図

- トランスポートストリーム
  - リモコンキーID - 6[1]
山陰両県以外では、広島県・山口県で越境受信してもそのまま「6」となる。岡山県はRSKテレビ（同系列）が「6」のため、BSSを越境受信する場合は「9」以降に、兵庫県は朝日放送テレビ（ANN系列）が「6」のため、BSSを越境受信する場合は「7」「9」「11」のいずれかに設定される。

- 島根県
  - 松江本社送信所 JOHF-DTV「BSSまつえデジタルテレビジョン」 45ch 1kW 松江市島根町加賀（澄水山）[22]
  - 大田 27ch 10W 大田市大田町大田（法蔵寺山）
  - 仁摩 27ch 10W 大田市仁摩町馬路（高山）
  - 江津 32ch 30W 江津市島の星町（島星山）
  - 浜田基幹中継所 23ch 100W 浜田市三隅町室谷（大麻山）
  - 益田 44ch 30W 益田市中垣内町（大道山）
  - 西ノ島 28ch 30W 隠岐郡西ノ島町美田（焼火山）
  - 西郷 51ch 3W 隠岐郡隠岐の島町飯田（金峯山）

- 鳥取県
  - 鳥取基幹中継所 「BSSとっとりデジタルテレビジョン」 31ch 100W 鳥取市矢矯（毛無山）
  - 倉吉 31ch 100W 東伯郡湯梨浜町羽衣石（栗尾山）
  - 鉢伏 15ch 0.5W 東伯郡湯梨浜町白石（鉢伏山）

#### アナログ放送
2011年（平成23年）7月24日停波時点。
- 島根県（以下順不同・山陰放送公式HPアーカイブより）
  - 松江本社送信所 JOHF-TV 10ch 1kW 松江市枕木町（枕木山）
  - 木次 8ch 1W 雲南市木次町下熊谷（穴地蔵）
  - 大東 3ch 3W 雲南市大東町中湯石（畑谷山）
  - 赤来 7ch 100mW 飯石郡飯南町
  - 大田 1ch 10W 大田市大田町大田（法蔵寺山）
  - 仁摩 39ch 10W 大田市仁摩町馬路（高山）
  - 江津 44ch 30W 江津市島の星町（島星山）
  - 桜江 57ch 10W 江津市桜江
  - 浜田基幹中継所 5ch 500W 浜田市三隅町室谷（大麻山）
  - 益田 26ch 30W 益田市中垣内町（大道山）
  - 津和野 6ch 3W 鹿足郡津和野町
  - 西ノ島 57ch 300W 隠岐郡西ノ島町美田（焼火山）
  - 西郷 39ch 30W 隠岐郡隠岐の島町飯田（金峯山）
  - 出雲八雲 36ch 3W
  - 日登 50ch 1W
  - 山代 56ch 10W
  - 川本三原 29ch 1W
  - 掛合吉田 11ch 10W
  - 玉造 56ch 0.5W
  - 石見大和 45ch 10W
  - 仁多 1ch 10W
  - 旭和田 33ch 3W
  - 横田 11ch 10W
  - 大社 38ch 10W
  - 有福 57ch ミニサテ
  - 石見 55ch 30W
  - 益田乙吉 36ch 3W
  - 横田大市 45ch ミニサテ
  - 川本 10ch 3W
  - 宍道湖 41ch 30W
  - 美保関 57ch ミニサテ
  - 来島 1ch 1W
  - 浜田浅井 45ch 3W
  - 美保関北浦 43ch ミニサテ
  - 頓原 7ch 0.1W
  - 美保関菅浦 44ch ミニサテ
  - 赤名 7ch 0.1W
  - 美保関片江 58ch ミニサテ
  - 柿木 53ch 10W
  - 大田大浦 50ch ミニサテ
  - 大東 3ch 3W
  - 六日市 42ch 3W
  - 江津波積 57ch ミニサテ
  - 加茂 8ch 1W
  - 七日市 41ch 3W
  - 江津都治 57ch ミニサテ
  - 六日市蔵木 53ch 1W
  - 江津市村 57ch ミニサテ
  - 邑智 11ch 10W
  - 西郷中村 56ch 3W
  - 三隅 46ch ミニサテ
  - 広瀬 9ch 1W
  - 六日市久保田 58ch ミニサテ
  - 瑞穂 5ch 3W
  - 日原 55ch 10W
  - 三隅下古和 46ch ミニサテ
- 鳥取県
  - 鳥取基幹中継所 22ch 1kW 鳥取市矢矯（毛無山）
  - 倉吉 56ch 500W 東伯郡湯梨浜町羽衣石（栗尾山）
  - 智頭 34ch 10W 八頭郡智頭町智頭字会下山（会下山）

### 現在放送中の番組
2024年4月現在。詳細は公式サイトのテレビ番組表を参照。

#### 自社制作番組
- テレポート山陰（月曜 - 金曜 18:15 - 19:00）
- 生たまごJOY!（水曜 19:00 - 19:54）
  - JOY！+（土曜 12:00 - 13:00）
- 山陰ぐっジョブ（土曜 16:54 - 17:00）[注 13]
- BSSニュース（土曜 18:50 - 19:00）
- #キニナルとっとり+＊（土曜 21:56 - 22:00） - 鳥取県広報番組。
- みっけ!さんいんSDGs（日曜 11:24 - 11:30）
- ロックオンBSS（随時放送）
- キャッチアップ（定時番組終了前に放送、鳥取・島根両県内主要都市の天気予報と番組案内）

#### ネット番組

##### 民教協番組
- 日本のチカラ（水曜 11:00 - 11:30）[注 14]

##### TBS系列遅れネット番組
制作局の表記のないものはTBSテレビ制作。
- かまいたちの知らんけど（月曜 23:56 - 翌0:55、毎日放送制作）
- DEEPな店の常連さんに密着 イキスギさんについてった（火曜 15:49 - 16:50）
- 町中華で飲ろうぜ（木曜 11:00 - 11:30、BS-TBS制作）
- 週刊さんまとマツコ（金曜 11:00 - 11:30）
- 西乃風ブラン堂（土曜 6:30 - 7:00、毎日放送制作）
- 住人十色（土曜 17:00 - 17:30、毎日放送制作）[注 15]
- YUBIWAZA（日曜 2:15 - 2:45（土曜深夜）、毎日放送制作）
- 皇室アルバム（日曜 5:00 - 5:15、毎日放送制作）[注 16]

##### テレビ朝日系列
制作局の表記のないものはテレビ朝日制作。
- LIFE〜夢のカタチ〜（月曜 11:00 - 11:30、朝日放送テレビ制作）
- 相席食堂（火曜 23:56 - 翌0:55、朝日放送テレビ制作）
- ロンドンハーツ（水曜 0:58 - 1:28（火曜深夜））
- 家事ヤロウ!!!（木曜 1:00 - 1:55（水曜深夜））
- 関ジャム 完全燃SHOW（金曜 1:00 - 1:55（木曜深夜））
- ザワつく!金曜日（金曜 15:49 - 16:50）
- 仮面ライダーシリーズ（土曜 6:00 - 6:30、現在は『仮面ライダーガヴ』を放送）
- 題名のない音楽会（土曜 7:00 - 7:30）
- ドラえもん（日曜 5:45 - 6:15）
- プリキュアシリーズ（日曜 6:15 - 6:45、朝日放送テレビ制作、現在は『キミとアイドルプリキュア♪』を放送）
- キョコロヒー（月曜 0:50 - 1:20（日曜深夜））

##### テレビ東京系列
制作局の表記のないものはテレビ東京制作。
- ポケットモンスター（月曜 16:21 - 16:50）
- おとな旅あるき旅（火曜 11:00 - 11:30、テレビ大阪制作）
- ナゼそこ?（土曜 13:00 - 13:54）
- 所さんの学校では教えてくれないそこんトコロ!（土曜 16:00 - 16:54）
- 有吉ぃぃeeeee!そうだ!今からお前んチでゲームしない?（日曜 1:28 - 2:15（土曜深夜））
- 開運!なんでも鑑定団（日曜 13:00 - 14:00、再放送:木曜 15:49 - 16:50）

##### その他
- ふわり愛（水曜 1:28 - 1:58（火曜深夜））[注 17]

### 放送終了した番組

#### 自社制作番組
- 夜な夜なてれび
- 笑劇的電音箱
- これじゃないと鳥取ナイト
- Road to J ガイナーレ劇場
- しまね情報どんぶり（島根県広報番組）
- イオンひえづdeハッピー（イオンモール日吉津専門店街のイベント紹介番組）
- J-DREAM ガイナーレ劇場
- ゆめタン!
- BSS座・テレビ
- 土曜日の生たまご
- 生たまごBang!
- Bang!+
- BSSテレポートフラッシュ
- BSS番組フラッシュ
- フレッシュとっとり
- まいどっ♪
- 山陰イベント情報
- なまラテ（2020年1月から翌年3月まで放送し民放唯一のラジオ・テレビ同時放送だった）
- etime（『なまラテ』の後番組として2021年4月から1年間放送）[23]
- マルっと!とっとり
- 宮川大助・花子のハテはてな?

ほか

#### ネット番組
★印は、番組自体は継続中。

##### 民教協
- 生きる×2
- 親の目・子の目
- いきいき!夢キラリ
- 発見!人間力
- 学びEye!
- 日本!食紀行

##### ブロックネット番組（BSSも制作に参加）
- ふれあいの道

##### TBS系ローカルセールス
- 東大王（日替わり放送）
- 新知識階級クマグス
- 時事放談（2009年3月打ち切り）
- あらびき団
- 笑撃!ワンフレーズ
- おーくぼんぼん
- Sing! Sing! Sing!
- 私の何がイケないの?
- 水トク!
- アメージパング!（途中打ち切り）
- GO! GO! ニンじゃぽん
- じょんのび日本遺産
- NEWSな2人
- ノブナガ（CBCテレビ制作）
- 本能Z（CBCテレビ制作）
- サントリー1万人の第九（毎日放送制作、1983・84年に放送）
- はーい!昼ナマ（毎日放送制作）
- 痛快!明石家電視台（毎日放送制作、2008年9月打ち切り）★
- カンムリ（中国放送制作）
- 映像列島・Jコレクション（静岡放送・北陸放送・RSKテレビ・山陰放送・南日本放送の持ち回り制作、2009年9月打ち切り）
- ちちんぷいぷい（毎日放送制作、 2010年3月19日打ち切り）
- よゐこ部（毎日放送制作）
- ドラマイズム（毎日放送制作） - 2023年1月時点で19本。
- ドラマ特区（毎日放送制作） - 2023年1月時点では3本。
- けいおん!!
- マクロスF（毎日放送制作 ※HV）
- 進撃の巨人（毎日放送制作、第1期と第3.5話の放送、第3期以降はNHK総合（松江・鳥取）へ移行）
- 深夜食堂（毎日放送制作 ※HV）
- アゲアゲちゃん（北海道放送・CBCテレビ・RKB毎日放送合同制作）
- たべごころ（RKB毎日放送制作）
- よるのブランチ（2022年9月打ち切り）★
- アインシュタインの愛シタイン（毎日放送制作）
- ジンギス談!（北海道放送制作）★

###### 腸捻転解消で日本海テレビから放映権が移行・1本化された毎日放送製作番組
- 毎日放送制作土曜朝のワイドショー
  - ウィークエンドショー→ウィークエンドモーニングショー→八木治郎ショー - 電波相互乗り入れ後も日本海テレビ・山陰放送の2局で放送されていたが、腸捻転解消でTBS系番組となったため1975年4月からは山陰放送に1本化。
- ヤングおー!おー! - 1971年に山陰放送で開始。電波相互乗り入れで日本海テレビへ移行したが、腸捻転解消でTBS系番組となったため1975年4月に山陰放送へ再移行。

##### テレビ朝日系
特記がないものはテレビ朝日制作。日本海テレビから移行・1本化された番組は後述。
- 情報系
  - がまかつ 日本列島釣りある記
  - 愛川欽也の探検レストラン
  - 美女紀行!E湯!E味
  - 素敵な宇宙船地球号 ※HV
  - 隠れ家ごはん
  - いまどき!ごはん
  - 学べる!!ニュースショー! ※HV
  - 渡辺篤史の建もの探訪（2011年4月打ち切り、後にTSKでも放送）
  - ごはんジャパン
- バラエティ（スペシャルに含む）
  - 川崎敬三の料理ジョッキー
  - 象印スターものまね大合戦（1972年9月 - 1975年3月は日本海テレビと2局同時放送後、1975年4月以降は日本海テレビに1本化）
  - 謎ジパング あなたの知らない日本
  - キラリ
  - 大塚製薬一社提供番組
    - いつか行く旅 → いいな世界WA! → ワリと普通の家族 → TVタイムマシン

  - ビデオあなたが主役 → 邦子と徹のあんたが主役 → 必撮ビデオ!!あんたが主役
  - 世界とんでも!?ヒストリー
  - ぷらちなロンドンブーツ
  - パパパパPUFFY
  - 神出鬼没!タケシムケン
  - わらいのじかん → わらいのじかん2
  - 不思議どっとテレビ。これマジ!?
  - 決定!これが日本のベスト100
  - 銭形金太郎 ※HV
  - シルシルミシル
  - 美しき青木・ド・ナウ
  - 爆笑問題の検索ちゃん（途中打ち切り）
  - 女神のアンテナ※HV
  - LEADER'S HOW TO BOOK ジョーシマサイト※HV
  - キャラ☆キング※HV
  - Can!ジャニ※HV
  - アドレな!ガレッジ※HV
  - 魔界潜入!怪奇心霊（秘）ファイル
  - 鶴瓶のニッポン武勇伝
  - 関ジャニ∞の代打屋→それゆけ!ダイダマン ※HV
  - ミュージックステーション（2013年10月1日打ち切り）★
  - いきなり!黄金伝説。（途中打ち切り）
  - マツコ&有吉の怒り新党
  - なら≒デキ〜○○なら××デキるはず〜
  - イッテンモノ!
  - 陸海空 地球征服するなんて
  - バナナマンのドライブスリー
  - 大助・花子の素敵に笑タイム（名古屋テレビ制作）
  - にっぽん菜発見 そうだ、自然に帰ろう（朝日放送テレビ制作）
  - オセロのチェッコリ! 〜あなたのズレ度徹底チェック〜（朝日放送テレビ制作）
  - お笑いエピソードGP THE芸人大図鑑（朝日放送テレビ制作 ※HV）
  - 冒険JAPAN! 関ジャニ∞MAP（朝日放送テレビ制作 ※HV）
  - ヒットの泉〜ニッポンの夢ヂカラ!〜（朝日放送テレビ制作 ※HV）
  - ペットの王国 ワンだランド（朝日放送テレビ制作）
  - 砂羽と可奈子があの街の美味しいギャップ大発見!だけど食堂（朝日放送テレビ制作）
  - アグレッシブですけど、何か?（広島ホームテレビ制作）
  - 相葉マナブ★
  - 新婚さんいらっしゃい!（朝日放送テレビ制作、1975年3月まではTBS系番組として放送、2022年3月の六代 桂文枝の勇退を機に打ち切り）★
  - ウラ撮れちゃいました
  - マツコ&有吉 かりそめ天国（途中打ち切り）★
  - おぎやはぎのハピキャン（メ〜テレ制作、2022年12月打ち切り）★
  - 有吉クイズ（2023年9月打ち切り）★
- トーク
  - 徹子の部屋★
  - あまから問答
- ドラマ、時代劇（スペシャルに含む）
  - 特別機動捜査隊（1965年から1967年のモノクロ版のみ、1970年4月にTSKへ移行）
  - ナショナルゴールデン劇場
  - ポーラ名作劇場
  - 五番目の刑事
  - 旅がらすくれないお仙
  - 世なおし奉行
  - 鉄道公安36号
  - 月曜時代劇
    - 暴れん坊将軍［第11シリーズ］ → 八丁堀の七人［第3シリーズ］ → 三匹が斬る! → 暴れん坊将軍［第12シリーズ］ → 子連れ狼 → 八丁堀の七人［第4シリーズ］ → 天罰屋くれない 闇の始末帖 → 子連れ狼2→八丁堀の七人［第5シリーズ］ → 銭形平次 → 子連れ狼 完結編 → 忠臣蔵 → 八丁堀の七人［第6シリーズ］ → 名奉行! 大岡越前 → 銭形平次［第2シリーズ］ → 世直し順庵!人情剣 → 八丁堀の七人［第7シリーズ］

  - 火曜時代劇シリーズ
    - 名奉行! 大岡越前［第2シリーズ］ → 新・桃太郎侍 → 太閤記〜天下を獲った男・秀吉 → 遠山の金さん → 八州廻り桑山十兵衛〜捕物控ぶらり旅 → 素浪人 月影兵庫

  - 火曜21時時代劇枠
    - 鬼平犯科帳 (初代松本白鸚) → 大忠臣蔵 → 荒野の素浪人 → 荒野の用心棒 → 破れ傘刀舟悪人狩り → 破れ奉行 → 江戸の鷹 御用部屋犯科帖 → 破れ新九郎 → 半七捕物帳 → 江戸の牙 → 鬼平犯科帳 (萬屋錦之介) → 柳生あばれ旅 → 文吾捕物帳 → 柳生十兵衛あばれ旅

  - 木曜時代劇
    - 暴れん坊将軍［第9シリーズ］ → 痛快!三匹のご隠居 → 八丁堀の七人［第1シリーズ］ → 暴れん坊将軍［第10シリーズ］ → 熱血!周作がゆく → 八丁堀の七人［第2シリーズ］ → 十手人 → 暴れん坊将軍［第11シリーズ］

  - 木曜ミステリー
    - 京都迷宮案内 → 舞妓さんは名探偵! → 京都始末屋事件ファイル → 科捜研の女 → 京都迷宮案内［第2シリーズ］ → 別れる2人の事件簿 → 京都潜入捜査官 → 科捜研の女［第2シリーズ］ → 京都迷宮案内［第3シリーズ［ → オヤジ探偵 → 科捜研の女［第3シリーズ］ → 京都迷宮案内［第4シリーズ］ → 京都鴨川東署迷宮課おみやさん → 科捜研の女［第4シリーズ］ → オヤジ探偵［第2シリーズ］ → 京都迷宮案内［第5シリーズ］ → おみやさん［第2シリーズ］ → 京都地検の女 → 新・京都迷宮案内 → 異議あり!女弁護士大岡法江 → 新・科捜研の女 → おみやさん［第3シリーズ］ → 新・京都迷宮案内［第2シリーズ］ → 京都地検の女［第2シリーズ］ → おみやさん［第4シリーズ］ → 新・科捜研の女［第2シリーズ］ → 女刑事みずき〜京都洛西署物語〜 → 新・京都迷宮案内［第3シリーズ］

  - 木曜ドラマ（一部未放送の作品あり）
    - 新空港物語、味いちもんめ、女教師、恋の奇跡、菊次郎とさき、エースをねらえ!、南くんの恋人（第2シリーズ。前作の第1シリーズは山陰中央テレビにて放映）、黒革の手帖、富豪刑事、アタックNo.1、熟年離婚、けものみち、7人の女弁護士、だめんず・うぉ〜か〜、エラいところに嫁いでしまった!、ホテリアー、おいしいごはん 鎌倉・春日井米店、交渉人〜THE NEGOTIATOR〜、四つの嘘

  - テレビ朝日日曜8時連続ドラマ - #日本海テレビから放映権が移行・1本化された番組も参照。
    - 西部警察 → 私鉄沿線97分署

  - 朝日放送・テレビ朝日金曜9時枠の連続ドラマ（同上、朝日放送テレビと共同制作 ※HV）
    - レガッタ〜君といた永遠〜、松本清張・最終章 わるいやつら、生徒諸君!、女帝、オトコの子育て、4姉妹探偵団、パズル、ギラギラ、コールセンターの恋人

  - 必殺シリーズ（朝日放送テレビ制作） - 腸捻転解消前から放送。
    - <連続版>必殺仕掛人 → 必殺仕置人 → 助け人走る → 暗闇仕留人 → 必殺必中仕事屋稼業（第13話までTBSテレビ系扱い） → 必殺仕置屋稼業 → 必殺仕業人 → 必殺からくり人 → 必殺からくり人・血風編 → 新・必殺仕置人 → 新・必殺からくり人・東海道五十三次殺し旅 → 江戸プロフェッショナル・必殺商売人 → 必殺からくり人・富嶽百景殺し旅 → 翔べ! 必殺うらごろし → 必殺仕事人 → 必殺仕舞人 → 新・必殺仕事人 → 新・必殺仕舞人 → 必殺仕事人III → 必殺渡し人 → 必殺仕事人IV → 必殺仕切人 → 必殺仕事人V → 必殺橋掛人 → 必殺仕事人V・激闘編 → 必殺まっしぐら! → 必殺仕事人V・旋風編 → 必殺仕事人V・風雲竜虎編 → 必殺剣劇人 → 必殺仕事人・激突! → 必殺仕事人2009（※HV）
    - <SP版>特別編必殺仕事人 恐怖の大仕事 水戸・尾張・紀伊 → 必殺シリーズ10周年記念スペシャル 仕事人大集合 → (秘) 必殺現代版 主水の子孫が京都に現われた 仕事人vs暴走族 → 年忘れ必殺スペシャル 仕事人アヘン戦争へ行く 翔べ!熱気球よ香港へ → 必殺仕事人意外伝 主水、第七騎兵隊と闘う 大利根ウエスタン月夜 → 新装 (秘) 必殺現代版 東京六本木・京都円山公園・大阪梅田 3元仕事人ナマ中継 → 当たるトラ年! 今年も大躍進 必殺&タイガース → 新春仕事人スペシャル 必殺忠臣蔵 → 必殺仕事人ワイド 大老殺し 下田港の殺し技珍プレー好プレー → 必殺ワイド・新春 久しぶり!主水、夢の初仕事 悪人チェック!! → お待たせ必殺ワイド 仕事人vs秘拳三日殺し軍団 主水、競馬で大穴を狙う!? → 必殺スペシャル・新春 決定版!大奥、春日野局の秘密 主水、露天風呂で初仕事 → 必殺スペシャル・春一番 仕事人、京都へ行く 闇討人の謎の首領! → 必殺スペシャル・秋 仕事人vs仕事人 徳川内閣大ゆれ! 主水にマドンナ → 必殺スペシャル・新春 大暴れ仕事人! 横浜異人屋敷の決闘 → 必殺スペシャル・春 勢ぞろい仕事人! 春雨じゃ、悪人退治 → 必殺スペシャル・秋! 仕事人vsオール江戸警察 → 必殺スペシャル・春 世にも不思議な大仕事 主水と秀 香港・マカオで大あばれ → 必殺スペシャル・新春 せんりつ誘拐される、主水どうする? 江戸政界の黒幕と対決!純金のカラクリ座敷 → 必殺仕事人2007（※HV） → 必殺仕事人2010（※HV） → 必殺仕事人2012（※HV） → 必殺仕事人2013（※HV）

  - 狼・無頼控（腸捻転解消前の毎日放送制作。ただし初回放送は日本海テレビで実施のため再放送扱い）
- アニメ、特撮
  - イナズマン
    - イナズマンF

  - クレヨンしんちゃん（2000年9月打ち切り）★
  - 燃えろ!!ロボコン
  - メタルヒーローシリーズ
    - 宇宙刑事シリーズ（宇宙刑事ギャバン → 宇宙刑事シャリバン → 宇宙刑事シャイダー） → 巨獣特捜ジャスピオン → 時空戦士スピルバン → 超人機メタルダー → 世界忍者戦ジライヤ → 機動刑事ジバン → 特警ウインスペクター → 特救指令ソルブレイン → 特捜エクシードラフト → 特捜ロボ ジャンパーソン → ブルースワット → 重甲ビーファイター → ビーファイターカブト → ビーロボカブタック → テツワン探偵ロボタック

  - 月曜19時アニメ枠
    - 海賊王子 → 魔法使いサリー（第1シリーズ。第2シリーズも放送） → ひみつのアッコちゃん（第1シリーズ。フジ系で放送された第2シリーズはTSKで放送） → 魔法のマコちゃん → さるとびエッちゃん → 魔法使いチャッピー → バビル2世 → ミラクル少女リミットちゃん → 魔女っ子メグちゃん → ザ・カゲスター → 5年3組魔法組 → 魔女っ子チックル

  - カリメロ
  - アクマイザー3
  - 勇者ライディーン
  - マシンハヤブサ
  - キャンディ・キャンディ
  - 花の子ルンルン
  - 魔法少女ララベル
  - ハロー!サンディベル
  - サイボーグ009（第2シリーズ）
  - 怪物くん（第2作）[注 18]
  - フクちゃん
  - 夢戦士ウイングマン
  - デビルマン（再放送扱い）
  - ミクロイドS（再放送扱い）
  - キューティーハニー（1973年度版を放送。1997年度の『…F』は山陰地区の放送局では未放送）
  - 鋼鉄ジーグ（再放送扱い）
  - 超電磁ロボ コン・バトラーV
  - 超電磁マシーン ボルテスV
  - 闘将ダイモス
  - SLAM DUNK
  - 聖闘士星矢（1986年度版を放送、2012年度の『…Ω』は山陰地区の放送局では未放送）
  - 地獄先生ぬ〜べ〜（1996年度版）[注 19]
  - 忍ペンまん丸
  - 秘密結社鷹の爪 カウントダウン[注 20]
  - 藤子不二雄ワイド
  - 仮面ライダーシリーズ（毎日放送制作作品は腸捻転時代から放送、一時期同時ネット）
  - 戦闘メカ ザブングル（名古屋テレビ制作）
  - 聖戦士ダンバイン（名古屋テレビ制作）
  - 重戦機エルガイム（名古屋テレビ制作）
  - 機動戦士ガンダム（名古屋テレビ制作）
    - 機動戦士Zガンダム
    - 機動戦士ガンダムZZ（このシリーズで打ち切り）
    - ※なお、…SEED[注 21]以降の作品はキー局同時ネットで放送されている。
- ミニ
  - 自然賛歌（広島ホームテレビ制作 ※HV）
- スポーツ
  - 全国高校野球選手権大会中継・決勝戦（朝日放送制作、2003年頃までは、地元校出場試合も放送されていた）
  - FIFAワールドカップ中継（2002年 - 2014年まで放送、主に日本代表戦）

###### 日本海テレビから放映権が移行・1本化された番組
いずれも1989年10月に実施。☆は日本海テレビでは同時ネットで放送され、山陰放送へ移行後は遅れネット化された番組。
- 情報系
  - テレビ朝日系平日朝のワイドショー（山陰放送は1966年4月4日から『モーニングショー』の放送開始。1989年9月まで日本海テレビと2局同時放送後、1989年10月から山陰放送単独で放送されてきたが、2009年3月27日に打ち切り）
    - モーニングショー→スーパーモーニング

  - テレビ朝日平日正午枠（山陰放送は日本海テレビよりも早く1968年4月から放送開始。1989年9月まで日本海テレビと同時、または時差ネットで2局同時放送後、『お昼のマイテレビ』から山陰放送単独で放送。1993年3月31日打ち切り[24]）
    - アフタヌーンショー → なうNOWスタジオ → 新・アフタヌーンショー → 布施明のグッDAY → 欽ちゃんのどこまで笑うの?! → お昼のマイテレビ → ホットライン110番 → 森田健作の熱血テレビ → 女38歳気になるテレビ → お昼の独占!女の60分 → 人間探検!もっと知りたい!!
- バラエティ（スペシャルに含む）
  - ビートたけしのスポーツ大将
- ドラマ・時代劇（スペシャルに含む）
  - 暴れん坊将軍
  - テレビ朝日日曜8時連続ドラマ
    - ゴリラ・警視庁捜査第8班 → 愛しの刑事 → ララバイ刑事'93
- アニメ・特撮
  - ドラえもん（テレビアニメ第2作第1期）
  - 朝日放送テレビ制作日曜朝8時30分枠のアニメ☆
    - ビックリマン（最終回のみ放送、73話まで日本海テレビで放送・それまでは同時ネット） → 新ビックリマン → まじかる☆タルるートくん → スーパービックリマン → GS（ゴーストスイーパー）美神 → ママレード・ボーイ → ご近所物語 → 花より男子[注 22] → 夢のクレヨン王国 → おジャ魔女どれみシリーズ → 明日のナージャ → プリキュアシリーズ（『Yes!プリキュア5』より【※HV】）
- 単発
  - ウィークエンドシアター（「日曜洋画劇場」の遅れネットとして放送、2009年3月26日打ち切り）☆

##### テレビ東京系
- 情報
  - 石橋勝のボランティア21（テレビ大阪制作 ※HV）
- スポーツ（スペシャルを含む）
  - 小松原三夫のゴルフ道場
  - ザ・スターボウリング
  - プロ野球オールスター大運動会（新春特番）
  - プロ野球夢のオールスタークイズ日本一（新春特番）
- バラエティ（スペシャルを含む）
  - 三波伸介の凸凹大学校
  - タミヤRCカーグランプリ（1987年4月よりネット開始）
  - タモリの音楽は世界だ!
  - TVチャンピオン
    - TVチャンピオン2

  - たけしの誰でもピカソ
  - 愛の貧乏脱出大作戦
  - ハマラジャ→WINNERS
  - ASAYAN（1999年4月からネット開始）
  - ロンブーの怪傑!トリックスター（不定期放送）
  - メデューサの瞳 〜人を見抜く天才たち〜（不定期放送）
  - 北島ウインクハート
  - ハロー!モーニング。
  - マジック王国
  - ジカダンパン!責任者出て来い!
  - プラチナチケット
  - 教えて!ウルトラ実験隊
  - 大丈夫!?わが家の財産
  - 所さん&おすぎの偉大なるトホホ人物伝
  - 三宅式こくごドリル
  - ド短期ツメコミ教育!豪腕!コーチング!! ※HV
  - お茶の間の真実〜もしかして私だけ!?〜 ※HV
  - チャンピオンズ〜達人のワザが世界を救う〜 ※HV
  - ザ・逆流リサーチャーズ ※HV
  - 逆流!シラベルトラベル ※HV
  - 世界を変える100人の日本人! JAPAN☆ALLSTARS
  - ちょいとマスカット!
  - この日本人がスゴイらしい。 Brand New Japan
  - 料理の怪人
  - 女神のキセキ
  - 仰天クイズ! 珍ルールSHOW
  - いい旅・夢気分（途中打ち切り）
  - 解決!クスリになるテレビ
  - たけしのニッポンのミカタ!（途中打ち切り）
  - ざっくりハイタッチ
  - 空から日本を見てみよう plus（BSテレ東制作）
  - じっくり聞いタロウ〜スター近況（秘）報告〜★
  - 先生、、、どこにいるんですか? 〜会って、どうしても感謝の言葉を伝えたい。〜
  - ソクラテスのため息〜滝沢カレンのわかるまで教えてください〜
  - ポケモン☆サンデー
  - ポケモンスマッシュ!
  - ポケモンゲット☆TV（2015年4月打ち切り）
  - たかじんNOマネー〜人生は金時なり〜（テレビ大阪制作）
  - THE フィッシング（テレビ大阪制作）★ ※HV
  - シナぷしゅ★
  - モヤモヤさまぁ〜ず2（2021年12月打ち切り）★
  - タクシー運転手さん一番うまい店に連れてって!（2023年9月打ち切り）★
- 音楽
  - ヤンヤン歌うスタジオ
  - にっぽんの歌（「夏祭り」、「年忘れ」ともに放送されたが、途中打ち切り）
- アニメ
  - まいっちんぐマチコ先生
  - 宇宙大帝ゴッドシグマ - 1982年頃
  - キャプテン翼（第1作）
  - 六三四の剣
  - 超GALS! 寿蘭
  - ポケットモンスターシリーズ
    - ポケットモンスター（平成版） → ポケットモンスター アドバンスジェネレーション → ポケットモンスター ダイヤモンド&パール → ポケットモンスター ベストウイッシュ → ポケットモンスター ベストウイッシュ シーズン2 → ポケットモンスター XY → ポケットモンスター XY&Z → ポケットモンスター サン&ムーン→ポケットモンスター（令和版）

  - テニスの王子様（途中打ち切り）
  - 姫ちゃんのリボン
  - 赤ずきんチャチャ
  - 鬼神童子ZENKI
  - 爆走兄弟レッツ&ゴー!!
  - ヨシモトムチッ子物語
  - ヒカルの碁
  - ドンキーコング
  - とっとこハム太郎 - アニメ第1期・第2期
  - きらりん☆レボリューション
  - 極上!!めちゃモテ委員長 ※HV
  - カードファイト!! ヴァンガードGシリーズ（以前のシリーズ及び2018年版以降のシリーズは未放送）
  - おそ松さん（第1期のみ放送）
- ドラマ、時代劇（スペシャルを含む）
  - 新春ワイド時代劇（1997年まで、毎年3月の開局記念番組として放送された）
  - 女と愛とミステリー
  - 月曜プレミア!
  - 火曜エンタテイメント!
  - LOVE理論
  - 水ドラ25 - おしゃ家ソムリエおしゃ子!
  - ざんねんないきもの事典
  - 30歳まで童貞だと魔法使いになれるらしい

##### 独立局
- ダーリン・イン・ザ・フランキス（TOKYO MX・ABCアニメーション・メ〜テレ・BS11製作参加）
- MU-GEN（千葉テレビ制作）
- うまDOKI（KBS京都制作、2013年6月打ち切り）★
- 磁石のケータイハンター
- Music B.B.（2019年9月打ち切り）
- 鬼滅の刃（2話連続放送、1期再放送からTSKへ移行）
- 戦国炒飯TV

その他の深夜アニメの放送履歴については「森谷佳奈のアニ物語」を参照。

##### 山陰中央テレビ開局まで放送されていたフジテレビ系の番組
- 宇宙エース（月曜 18:00）
- W3（火曜 18:00）
- ジャングル大帝（水曜 18:00）
  - ジャングル大帝 進めレオ!（水曜 18:00）
- 遊星少年パピイ（金曜 19:00）
- ハリスの旋風（月曜 18:00）
- ちびっこのどじまん（金曜 18:00）
- ドキドキ運動会赤かて白かて（金曜 19:00 同時ネット）
- 妖怪人間ベム（火曜 18:00[注 23]）
- マグマ大使（火曜 18:00）
- ロボタン (第1作)（金曜 19:00[注 24]）
- 悟空の大冒険（土曜 19:00 同時ネット）
- 鉄腕アトム (アニメ第1作)（土曜 19:00[注 25]）
- タワープレゼント（月曜 - 金曜 14:00 - 14:40 同時ネット）
- アニーよ銃をとれ（金曜 19:00）
- サザエさん - 1969年10月より、一週遅れで日曜 11:00 - 11:30の枠で放送開始。1970年1月より木曜日の18:00 - 18:30の枠へ変更、1970年3月まで放送。4月より山陰中央テレビへ移行。
- ナショナルプライスクイズズバリ!当てましょう - 1968年4月から1970年12月まで、日本海テレビと同一ネット日曜 12:15 - 12:45の枠で放送、その間山陰中央テレビは1970年4月の開局から9ヶ月間別の演芸番組で穴埋めした。1970年12月の山陰中央テレビ浜田中継局の開局により、山陰放送は1971年1月から山陰中央テレビへ移行と同時にネット中止、日本海テレビは相互乗り入れまで放送を継続。日本海テレビはBSSより早く放送を開始している。
- グリコ赤白パネルマッチ - 1970年9月までフジテレビと同時ネット放送、10月より山陰中央テレビへ移行。
- シャープ火曜劇場（22:00 - 23:00） - 山陰中央テレビ開局まで数週間遅れで放送。
- ザ・ヒットパレード - 木曜18:00より放送。
- 東海テレビの帯番組（月曜 - 金曜 15:45）
- 仮面の忍者 赤影（水曜 18:00、関西テレビ制作、1967年度のドラマ版）

##### 日本海テレビ相互乗り入れ開始まで放送されていた日本テレビ系の番組
- 日産スター劇場 → 土曜グランド劇場（土曜 10:00 - 10:55）
- すばらしい世界旅行（日曜 11:30 - 12:00）
- 東芝お笑いカラー寄席（日曜 11:00 - 11:30）
- ヤクルト・三菱鉛筆どんとこい、天才!（金曜 19:30 - 20:00）
- プラチナ夜のゴールデンショー（月曜 19:00 - 19:30）
- 0011ナポレオン・ソロ（土曜 16:30 - 17:30）
- ハッチャキ!!マチャアキ
- 笑点
- 踊って歌って大合戦
- 全国高等学校サッカー選手権大会
- 新オバケのQ太郎
- 正義を愛する者 月光仮面
- 大塚製薬巨人の星 → 天才バカボン（よみうりテレビ制作、土曜 18:00 - 18:30）
- タイガーマスク（よみうりテレビ制作）

##### 購入番組
- 大人旅行 古都の旅[要出典]
- 新田恵海の恐竜DEEP（BS12 トゥエルビ制作）

### 主な受賞歴
- 『未来をつくる島ホテル』が第31回JNN企画大賞を受賞した。内容は、隠岐諸島の一つ島根県隠岐郡海士町に新しく開業するホテル「Ento（エントウ）」が誕生するまでのストーリーを追ったもので旅人に松本潤、ナレーションにTBSアナウンサーの江藤愛が務めた[25]。この番組は2022年1月15日に全国ネットで放送された。
- 『たたらの國 奥出雲』が第34回JNN企画大賞を受賞した。内容は、奥出雲地方は、森にある素材のみを使い人の力によって鉄を生み出す日本古来の製鉄法「たたら」を現在も続けている続けている唯一の場所である。旅人の岡田准一がたたら製法のほか奥出雲の歴史や文化にも触れ1000年受け継がれるものづくりのルーツに迫る[26]。ナレーションは近藤サトが務めた。この番組は2025年1月18日に全国ネットで放送された。

### その他
- かつてはローカルニュースの動画配信も行っていたが、現在は行っていない。
- 全国高校野球選手権大会の地方大会では、テレビで島根大会の試合（一部）を中継する（ラジオでは鳥取大会（一部）を中継する）。また、全国高校野球選手権大会の全国大会では、決勝戦についてのみ『全国高校野球選手権大会中継』のネットに加わり放送がなされる。

### テレビ放送開始とエリア拡大
- テレビ放送を開始した1959年当時、VHF波のテレビ局への割り当ては1県1波（東京・大阪・愛知など大都市圏は除く）が原則だったため、既に日本海テレビが1958年に開局していた鳥取県では開局ができず、まだテレビ局が設けられていなかった島根県でまず開局する形となった。このため、同じ「JOHF」のサインにもかかわらず親局がテレビとラジオで異なる結果となり、デジタルテレビ放送開始からアナログテレビ放送終了を経た現在もその名残が残っている。なお、日本海テレビとはテレビ開局直前まで合併交渉が行われていた。
- その後も、越境送信でない正式な形での鳥取県へのテレビ波進出を熱望したが、日本海テレビの同意が得られないまま時間が経過し、1972年には日本海テレビが折れる形でBSSの鳥取県への進出がようやく認められ、同時に山陰中央テレビを含めた形で、島根・鳥取双方のテレビ局3系列が相互に乗り入れることとなった。
- 民間放送教育協会におけるテレビ部門は、相互乗り入れ後も山陰準広域圏から島根県のみを担当する当局と鳥取県のみを担当する日本海テレビの2局がエリア別に加盟して番組の制作に携わっている。先述一覧の通り、過去にテレビ朝日系のワイドショーの番組が同一地区で2局並列放送（同時、または同じものを時差ネット）したこともあった。

### 山陰地区民放テレビ3局共同キャンペーン
2016年から日本海テレビ（NKT）及び山陰中央テレビ（TSK）と3局合同で「山陰地区民放テレビ3局共同キャンペーン」を実施しており、2019年6月に総務省中国総合通信局長から日本海テレビ及び山陰中央テレビとともに「「電波の日」中国総合通信局長表彰」を受けた。
- 2016年秋、日本海テレビ・山陰放送・山陰中央テレビの3局合同で山陰地区民放テレビ3局共同キャンペーン「テレビってザワザワキャンペーン」を実施[28]。
  - 2016年9月24日、山陰放送主催の「秋のBSSまつり」に山陰中央テレビの坂西美香アナと日本海テレビの前田彩野アナが出演。
  - 2016年10月1日、日本海テレビの情報番組「スパイス」に山陰放送を代表して丸山聡美アナが出演。
  - 2016年10月1日、山陰中央テレビの情報番組「ヤッホー」に山陰放送を代表して山根伸志アナが出演。
- 2018年1月15日から2月24日にかけて日本海テレビ・山陰放送・山陰中央テレビの3局合同で山陰地区民放テレビ3局共同キャンペーン「3局アナ対抗!ザワザワ総選挙」が実施され、山陰放送からは山根伸志、丸山聡美、秦まりな、森谷佳奈、山田弥希寿の5名のアナウンサーが参加[29]。
- 2019年2月8日から2月28日にかけて日本海テレビ・山陰放送・山陰中央テレビの3局合同で山陰地区民放テレビ3局共同キャンペーン「3局対抗ザワザワCMグランプリ」を実施[30]。
  - 2019年3月2日に結果発表を3局の同時中継で行う「3局一斉!ザワザワ生放送〜視聴者に感謝をこめて〜」を放送。山陰放送制作分の番組MCは宇田川修一、秦まりな、山田弥希寿、小林健和。ゲストは中尾真亜理（日本海テレビ）、岡部楓子（山陰中央テレビ）。
- 2020年2月17日から2月23日にかけて日本海テレビ・山陰放送・山陰中央テレビの3局合同で「山陰3局防災キャンペーン」を実施[31]。

## ウェブサイト
- ウェブサイトでは2000年秋まで番組スポンサーを掲載していた。
- ドメイン名は、当初「bsscom.co.jp」、現在は「bss.jp」を使用している。

## アナウンサー

### 現職者
出典
責任者
- 1986年 宇田川修一（アナウンス部長）

在籍者

#### 男性
- 1980年 板井文昭（嘱託再雇用）
- 1988年 谷口篤史（現所属は報道部）
- 1991年 桑本充悦
- 1997年 山根伸志（テレビ制作部長）
- 1998年 大田祐樹
- 2018年 小林健和（所属は報道部）
- 2025年 佐々木栄輔（所属は制作部）

#### 女性
- 1991年 木野村尚子（一時期、報道部記者。現所属は制作部）
- 2007年 丸山聡美（現所属は制作部）
- 2015年 森谷佳奈（所属は制作部）
- 2016年 秦まりな（福井テレビより移籍、元NHK松江放送局契約キャスター。所属は報道部）
- 2018年 中島早也佳（元NHK新潟放送局契約キャスター。所属は制作部）
- 2020年 小崎純佳（所属は報道部）
- 2024年 藤井茉莉花（所属は制作部）

### 元アナウンサー
●は故人。

#### 男性
- 1954年
  - 島碩弥（ - 1958年まで在籍し、ラジオ関東（現在のラジオ日本）へ移籍）
- 1973年
  - 角谷敏朗（通称“角兵衛”。東京支社長。2009年6月よりラジオ総局局長。2013年からフリー）
- 1974年
  - 渡部晃治（定年退職後、再雇用により放送運行監視部）
- 1996年
  - 小椋英之（1999年に報道部へ異動。その後大阪支社営業部）
- 2010年
  - 橋本航介（ - 2015年3月退職。サンテレビに移籍）
- 2016年
  - 山田弥希寿（4月入社、2020年3月退職。文化放送に移籍）
- 2019年
  - 木嶋雄大（2024年3月退職。入社初期は記者、その後報道部）
- 2021年
  - 松原佑基（2025年3月退職。入社初期は制作部、その後報道部）
- 伊木順一
- 井本智博●（子会社BSS企画の役員となるが、死去）
- 栗原康郎（BSS企画 取締役相談役）
- 成瀬経男
- 酒井抱一（1991年に報道部に異動。後に営業職に転じ、事業部長）
- 宮本忠明（報道記者を経て、現・テレビ編成業務部）

#### 女性
- 1967年
  - 浜田妙子（ - 1997年まで在籍。現鳥取県議会議員）
- 1972年
  - 坂口育子（退職後も、2020年12月まで日曜日の「音楽の風車」（事前収録）を担当していた）
- 1976年
  - 荒井由岐子●（専属のアナウンサー、ラジオディレクターだったが、2013年5月に死去）
  - 中村緑（ - 2005年退職。現在でもラジオ放送のオープニングや時報の声で登場。2012年4月より「歌のない歌謡曲」を16年ぶりに担当していた）
- 1986年
  - 和田季子（現在はDARAZ FMで『〜金ダラDX〜Waa-Daだよ!』を担当）
- 1997年
  - 木次真紀（ - 2001年退職。現在フリーアナウンサー）
- 1998年
  - 田中亜矢（2000年に他部署に異動したが、2003年にアナウンス部に復帰。2016年に報道部に異動）
- 2002年
  - 石亀幸子（退職後、NHK広島放送局の番組や中国放送の『イブニング・ふぉ〜』に出演していた）
- 2007年
  - 坪山奏子（ - 2010年3月退職。広島ホームテレビへ移籍。2012年に退社後、フリー活動を経て2018年に広島ホームテレビに復職。「天谷奏子」名義でOffice T-Workにも所属）
- 2011年
  - 平川彩佳（ - 2015年9月退職。現在はTBSスパークル所属のフリーアナウンサー）
- 2013年
  - 岡村帆奈美（ - 2016年3月退職。テレビ神奈川に移籍）
- 2018年
  - 比和谷恭子（4月入社、2021年9月退職。元NHK鳥取放送局、NHK広島放送局契約キャスター。所属は報道部）
- 2019年
  - 森田初実（4月入社、2020年3月退職）
- 2022年
  - 薄井靖代（ - 2023年3月退職。元NHK松江放送局契約キャスター。所属は報道部）
- 松浦美代
- 松村佳代子
- 大谷典子
- 佐藤千恵
- 長谷川洋子（現在フリーアナウンサー）
- 鷲見康子（岡山県内でフリーアナウンサーとして活動後、岡山市内で英国風紅茶の店を経営）
- 八幡牧子
- 清水律子
- 田中友香理（契約社員として入社。その後はフリーアナウンサーとして活動）
- 吉村珠佳（昭和プロダクション所属のフリーアナウンサー。2017年度のみ、ラジオ限定の契約アナウンサーとして在籍）

## アナウンサー以外の主な出演者

### 現在
- 伊藤ユキ子（元RKB毎日放送アナウンサー）
- キムラミキ
- 倉内たい子
- 髙木啓一
- 田中友香理（元山陰放送アナウンサー）
- 中岡みずえ
- 藤井美音（ラッテフレンズ→Chelip）
- べるを

### 過去
- 杉原美香
- 阿部樹里
- 谷口和美（元は正社員であったが、後に寿退社。その後、BSS企画（子会社）の派遣社員として復帰した）

## アナウンサー以外の著名社員・所属契約者
- ラッテフレンズ（山陰地方のご当地アイドル）
- 石川博康（同社所属の気象予報士）